# Предыстория нападения на Перл-Харбор

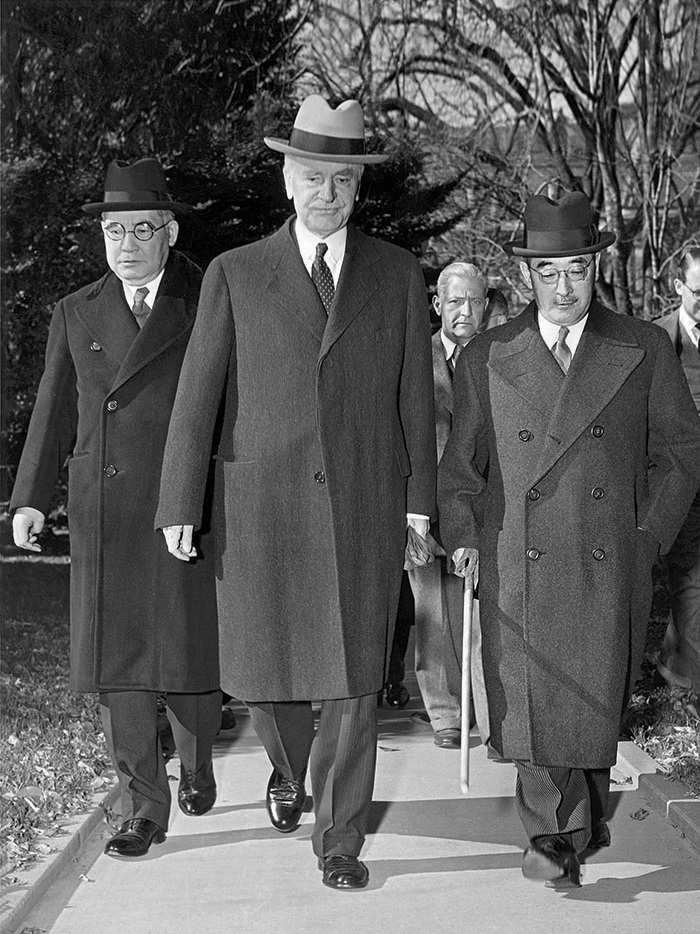
Госсекретарь США К. Халл с японским послом Номуру Китисабуро (слева) и специальным посланником Курусу Сабуро (справа) на пути в Белый дом (17 ноября 1941)

Причиной нападения флота Японской империи на американские военно-морские силы на базе Перл-Харбор 7 декабря 1941 года стала целая череда событий. Война между Японией и Соединёнными Штатами Америки рассматривалась как потенциальная возможность каждой из сторон конфликта начиная с 1920-х годов. Если расширение американских территорий в Тихом океане воспринималось императорским правительством Японии как угроза с 1890-х годов, то реальная напряженность в межгосударственных отношения началась после вторжения Японии в Маньчжурию, в 1931 году. Вторая китайско-японская война 1937 года значительно усилила данную напряжённость, а ввод японских войск во Французский Индокитай привёл к масштабным экономическим санкциям со стороны США — включая эмбарго на экспорт нефти.

## История

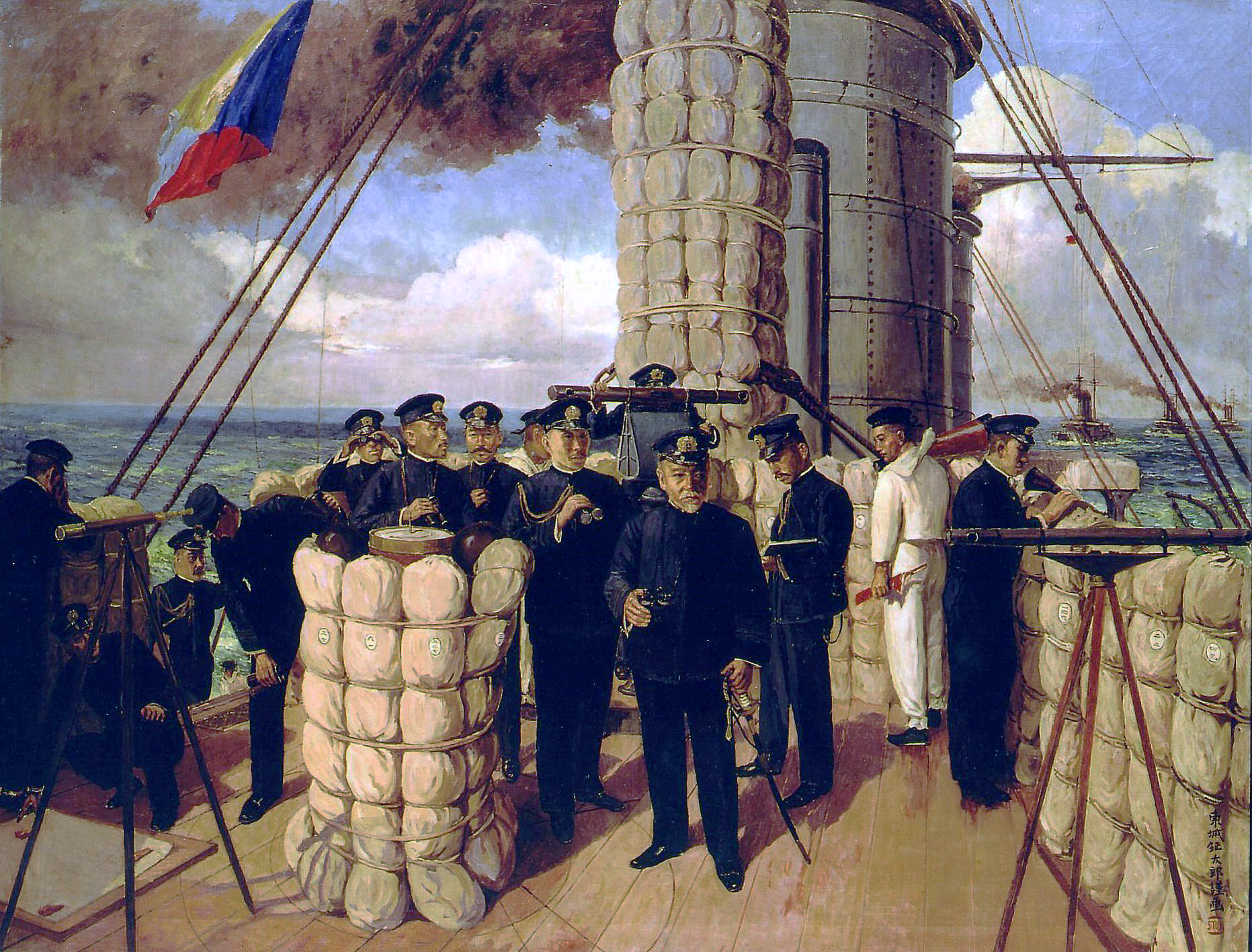
«Адмирал Того перед Цусимским сражением» (Тодзё С., 1906)

В конце XIX века, после того как вопрос о «реформе неравноправных договоров», ранее подписанных Японской империей, был снят с повестки дня, правительство империи сменило свой «осторожный» курс во внешней политике — курс, не пользовавшийся поддержкой японских политических партий, способных через парламент заблокировать принятие бюджета страны. Правительство империи спровоцировало конфронтацию с Китаем по вопросу о статусе Корейского полуострова: новая политика получила практически единодушную поддержку депутатов, выделивших значительные финансовые средства на необходимые вооружения. Первая японо-китайская война, в ходе которой обе стороны использовали иностранное оружие — включая боевые корабли, построенные на европейских верфях — завершилась после тройственной интервенции подписанием Симоносекского договора, по которому Японская империя получала контроль над Тайванем и значительную контрибуцию, но отказывалась от аннексии Ляодунского полуострова.

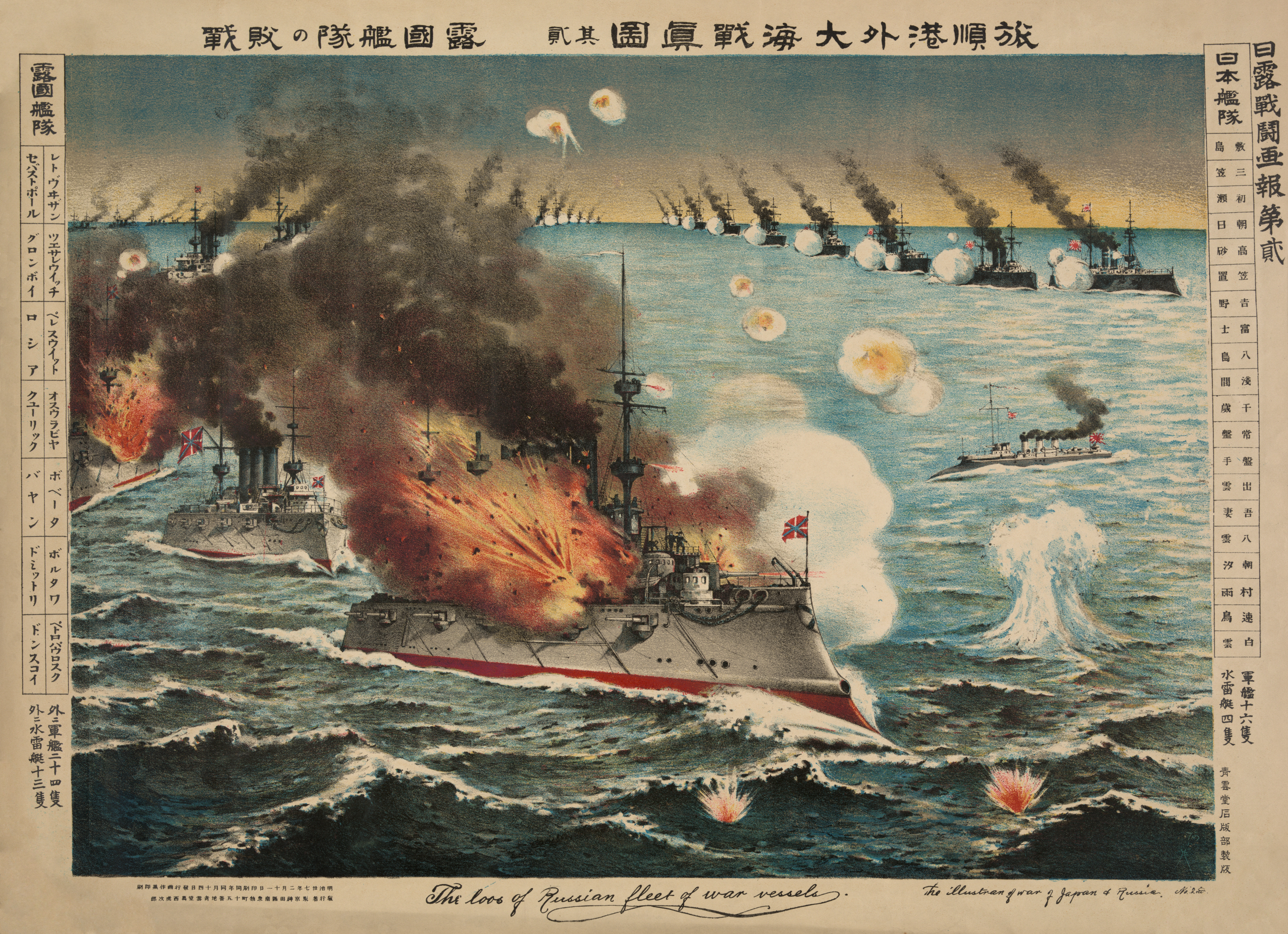
Внезапное нападение на Порт-Артур (1904)

После того как в 1895 году группа японских и корейских солдат убила королеву Мин, правившую в Корейской империи, в стране усилилось российское влияние: через три года произошла передача Российской империи Порт-Артура, расположенного на Ляодунском полуострове. В феврале 1904 года кабинет премьер-министра Кацура Таро принял решение готовиться к войне с Российской империей. После Русско-японской войны Японская империя — продемонстрировавшая как свои достижения, так и амбиции — вошла в группу Великих держав. Императорский флот Японии, сыгравший решающую роль в войне, стал «военной визитной карточкой» островной империи: Цусимское сражение в мае 1905 года, в котором флот под командованием адмирала Того Хэйхатиро разгромил силы Российского императорского флота, изменило отношение европейских и американских военных к японским ВМС; их перестали считать «второразрядными». При этом нападение на российский флот, предпринятое до формального объявления войны, было описано в лондонской газете The Times как «дерзкий поступок, которому суждено занять почётное место в анналах военно-морской истории». Таким образом, Япония была признана ключевой военно-морской державой начала XX века.

### Сложности и разногласия

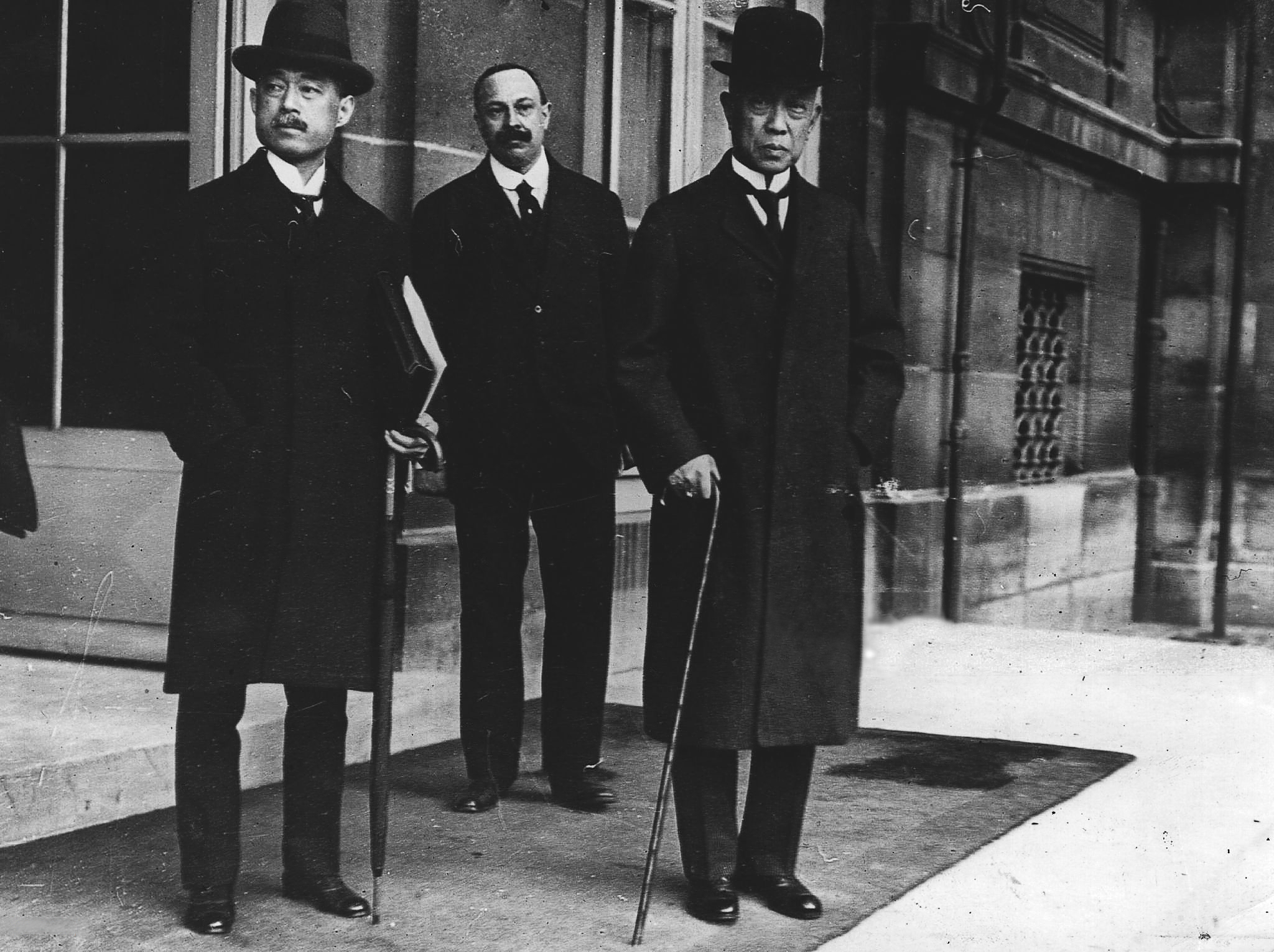
Члены японской делегации в Париже (1919)

#### Межвоенные договоры. Интервенция в Маньчжурию
Япония принимала участие в Первой мировой войне на стороне Антанты, но ограничила свой военный вклад в дело союзников захватом германских владений в Китае и на Тихом океане. После окончания войны, в 1919 году, Япония получила под своё управление Южный Тихоокеанский мандат, но «Шаньдунский вопрос» вызвал разногласия между ней и союзниками по Антанте. Кроме того, будущий премьер-министр Коноэ Фумимаро, входивший в состав японской делегации на Парижской мирной конференции, опубликовал во французской столице небольшое эссе, в котором выразил опасения относительно перспектив будущего «англо-американского мира». Исходя из того, что мир делился на страны, у которых уже были территории и природные ресурсы, и на те, которые таковых не имели — принц Коноэ отмечал, что западные союзники, стремившиеся «к миру во всём мире», входили в число первых и потому были заинтересованы в сохранении статус-кво. Политикам и чиновникам Британской и Французской империй «было легко» обвинять Германию в агрессии, поскольку их империи к началу XX века уже захватили нужные им территории.

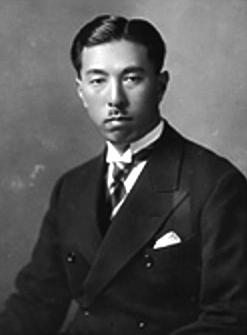
Коноэ Ф. в годы Великой войны

В том же году США отказались принять японское предложение о провозглашении «расового равенства» в тексте Версальского мирного договора. Закон об иммиграции Джонсона—Рида (Immigration Act of 1924), принятый в 1924 году и лишавший японцев права на получения американского гражданства, только усилил напряжённость в отношении между странами.
В начале 1920-х — в ходе Вашингтонской военно-морской конференции 1921—1922 годов, на которой адмирал Номура Китисабуро представлял интересы Японской империи, — США, Британская империя и Япония договорились о соотношении своих военных флотов как 5:5:3. По данному соглашению Япония обязалась не спускать на воду новые линейные корабли (линкоры) в течение последующих десяти лет: «навязанные» ограничения сорвали уже составленный план по развитию японского флота «Восемь-восемь». Японский флот продолжил стремиться к полному паритету с британскими и американскими ВМФ. Несколько лет спустя, на Лондонской военно-морской конференции, он смог договориться о более выгодном для себя соотношении сил как 10:7:7 в надводных кораблях, а также — о паритете в количестве и тоннаже подводных лодок.

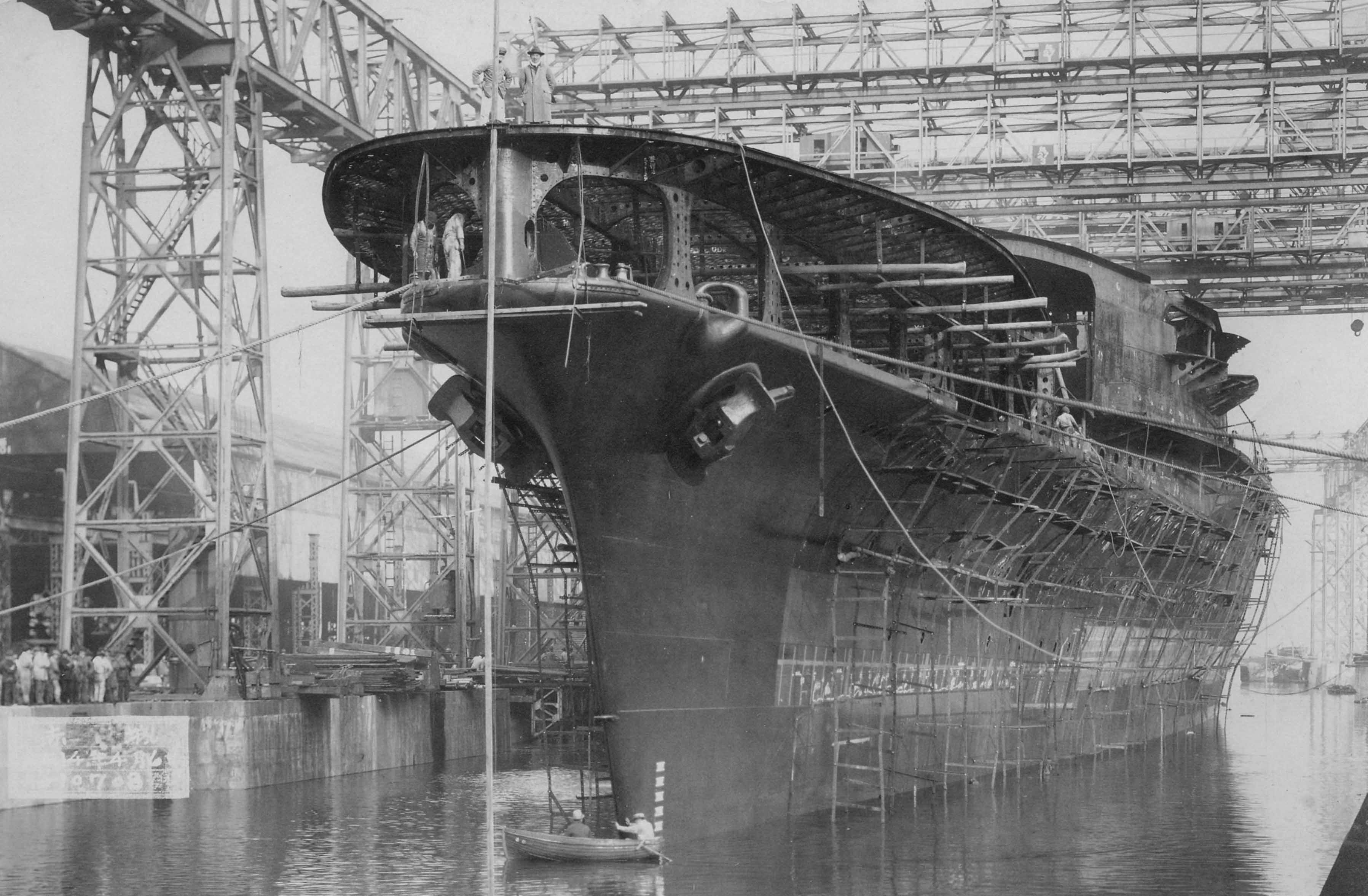
Авианосец «Акаги», перестроенный из корпуса линейного крейсера

Однако, когда в феврале 1941 года адмирал Номура был направлен в Вашингтон в качестве японского посла, данные морские соглашения уже утратили эффект: в середине 1930-х годов Япония вышла из обоих договоров. Японская интервенция в Маньчжурию в 1931 году стала началом активной территориальной экспансии Японской империи в Азии: если до «маньчжурской авантюры» японская дипломатия соответствовала «западным идеалам», то после неё политика страны, значительно пострадавшей от Великой депрессии, всё в большей степени стала определяться военными (см. Инцидент 15 мая). «На ветреных равнинах Маньчжурии» началась длинная цепочка событий, занявшая десятилетие и завершившаяся атакой на Гавайские острова».

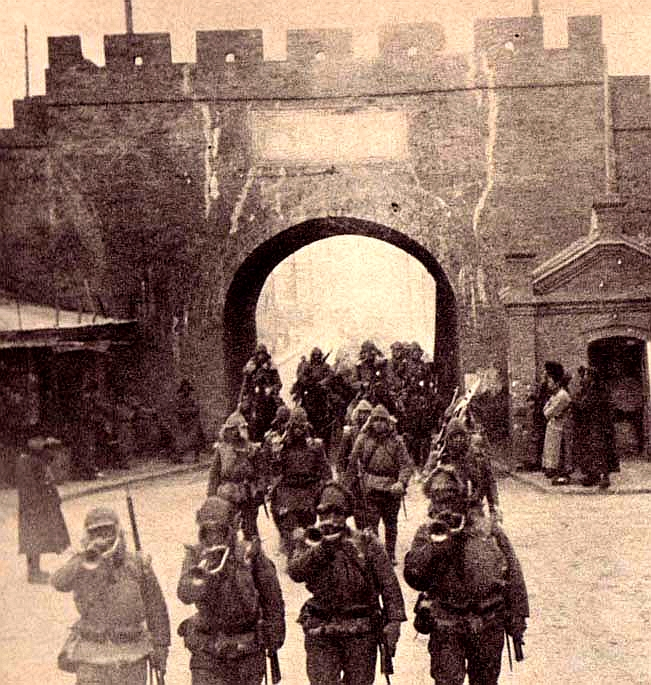
Японские войска входят в Мукден (1931)

Постепенно территориальная экспансия стала ключевой целью всей внешней политики властей в Токио, которые надеялись получить под свой контроль природные ресурсы континентального Китая — прежде всего, железную руду и уголь — и тем самым решить экономические проблемы растущего населения Японских островов. С 1933 году года — с выхода Японии из Лиги Наций, ассамблея которой объявила, что японские власти нарушали международные договоры и «разжигали войну» — японские власти все больше политически отдалялись от своих союзников по Первой мировой войне и сближались с нацистской Германией и фашистской Италией, власти которых также имели собственные планы по расширению подконтрольных им территорий. Процесс сближения завершился подписанием Антикоминтерновского и Тройственного (Берлинского) пактов, сформировавших к 1940 году «ось» Рим — Берлин — Токио.

#### Война в Европе и Японо-китайская война

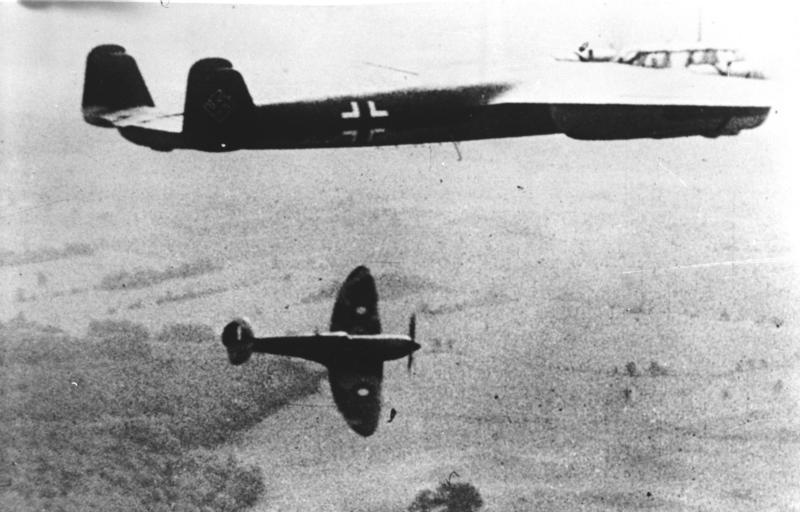
Бомбардировщик Do 17 в бою с истребителем Spitfire (Англия, 1940)

Если историю Второй мировой войны в Европе можно описать без отсылок к ситуации в Восточной Азии, то войну на Тихом океане невозможно описать без европейских событий: многие решения, принимавшиеся японскими лидерами, были основаны на их интерпретации «бурных» событий, происходивших на Европейском континенте в 1938—1941 годах. К февралю 1941 года в Европе уже более года шли активные боевые действия. После того как 1 сентября 1939 года вермахт вторгся в Польшу, а летом 1940 года нацистская Германия оккупировала большую часть северной и западной Европы, включая Францию и Нидерланды — люфтваффе начали вести боевые действия в небе Великобритании, а на побережье Средиземного моря войска Бенито Муссолини вступили в бой с силами Британской империи в Северной Африке.
Война шла и в Азии: после создания марионеточного государства Маньчжоу-Го и инцидента на мосту Лугоу, произошедшего 7 июля 1937 года, японские вооружённые силы начали активные боевые действия как против правительственных войска Китая, находившихся под командованием лидера Гоминьдана Чан Кайши, так и против сил Коммунистической партии Китая (КПК). Целый ряд северных и прибрежных районов Китайской республики были оккупированы Японией, а столица республики, город Нанкин, пала в декабре 1937 года: после этого многочисленные фотографии Нанкинской резни появились в американских газетах.

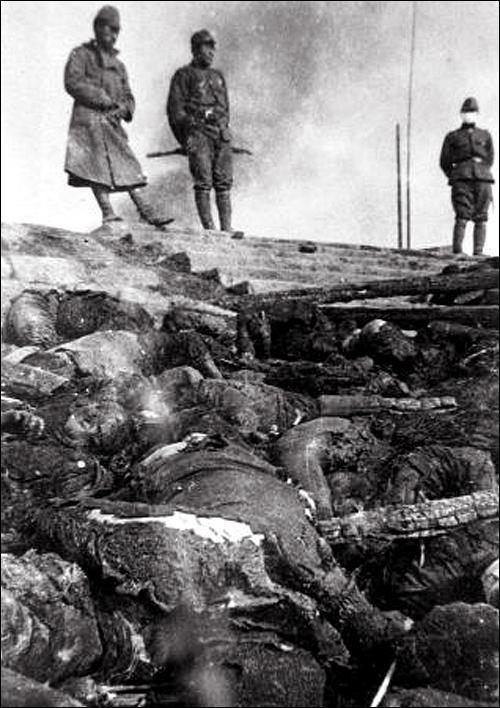
Нанкинская резня (1937)

Однако, падение столицы не завершило конфликт на континенте: военное продвижение Императорской армии Японии (Дай-Ниппон Тэйкоку Рикугун) вскоре «застопорилось» и конфликт перерос в позиционную и, отчасти, в партизанскую войну. Японские армии выиграли практически все сражения, но в большинстве случаев побежденные китайские войска просто уступали позиции и перегруппировались. Военная помощь ряда европейских стран и США помогла сохранить боеспособность китайских сил. «Утомительная» война с неясными перспективами — ранее преподносившаяся населению как «священная» (сэйсэн, 聖戦) — привела к тому, что многие политические и военные эксперты в самой Японской империи стремились положить конец боевым действиям, надеясь на заключение мирного договора на японских условиях. Однако, неожиданные победы нацистской Германии на Европейском континенте в 1940 году стимулировали японских лидеров не завершить, а расширить войну в Азии.
«Японская агрессия» против Китая была крайне непопулярна в США: так газета The Washington Post 29 августа 1937 года вышла с передовой статьёй, озаглавленной «Американский металлолом играет мрачную роль в войне на Дальнем Востоке» (англ. American scrap iron plays grim role in far eastern war) и содержавшей сведения о том какое значение имеют американские поставки для продолжения войны. Письмо Генри Стимсона аналогичного содержания опубликовала и газета The New York Times. Коммунисты — как сторонники сталинского социализма, так и троцкисты — воспринимали начавшуюся войну как «национально-освободительную» борьбу, направленную против «японских захватчиков».
В результате, если в 1931 году президент США Герберт Гувер отверг идею экономических санкций против «японского агрессора», то сменивший его Франклин Рузвельт был готов выступить против японской экспансии. Руководствовавшийся как гуманитарными, так и экономическими соображениями, Рузвельт стремился достичь своих целей не силой оружия, а путем экономического давления. Президент пытался найти решение, которое устроило бы как изоляционистов в США (см. «Quarantine Speech»), так и не спровоцировало бы на дальнейшую агрессию японские власти — которые госсекретарь Корделл Халл (Хэлл) называл «дикими, вышедшими из-под контроля, полусумасшедшими людьми» (англ. wild, runaway, half-insane men).

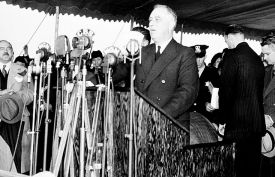
«Карантинная речь» Рузвельта (5 октября 1937)

Первый шаг в данном направлении был сделан в 1939 году, когда правительство США объявило о своём намерении отказаться от продления американо-японского договора «О торговле и мореплавании» (яп. 日米通商航海条約) от 1911 года — документа, который представлял собой часть выхода Японии из системы «неравноправных договоров». Поскольку японская экономика к концу 1930-х годов в значительной степени зависела как от поставок сырья из США (на 34 %), так и от поставок в Америку своей готовой продукции (на 23 %), перспектива введения эмбарго была крайне опасной. То, что Япония импортировала более половины нефти и железа из США, создавало отдельную проблему для токийских властей.
При этом, после провала брюссельской «Конференции девяти держав», проходившей в декабре 1937 года, Рузвельт категорически отказался от демонстрации военной силы — от совместного американо-британского парада флотов в Сингапуре, предложенного британским премьером Невиллом Чемберленом. Японская экспансия продолжилась, а предложение обеспечить равный доступ на китайский рынок всем странам было отвергнуто в Токио. В марте 1940 года японские власти создали в Китае новое про-японское правительство во главе с Ван Цзинвэем. В ответ федеральное правительство США предоставило правительству Чан Кайши новые ссуды на несколько миллионов долларов.

#### Падение Франции и ситуация в Азии
Успехи вермахта в Западной Европе, кульминацией которых стало падение Парижа и оккупация Франции, не только повлияли на настроение японских политиков, но и фактически изменили расклад сил в Восточной Азии. В частности, Япония начала оказывать давление на нидерландское правительство, находившееся в изгнании в Лондоне: Токио надеялся получить нефть из колоний Нидерландов, прежде всего — из Нидердандской Ост-Индии. Сближение нидерландского правительства в изгнании с британскими и американскими властями было расценено японскими политиками как попытка «окружения» их страны (см. «ABCD line»).
В то же время новое «про-германское» французское правительство, находившиеся в городе Виши, и генерал-губернатор Французского Индокитая Жорж Катру сначала закрыли железные поставки из Хайфона в Китай, а затем разрешили Японской империи разместить авиационные соединения на территории колонии. Данный шаг дал возможность Японии наносить воздушные удары по центральным районам Китая. Затем, в сентябре 1940 года — вопреки позиции премьер-министра Коноэ Фумимаро — японские войска оккупировали север Французского Индокитая, чтобы позволило им как получить доступ к природным ресурсам региона, так и заблокировать важный британо-американский путь снабжения армии Чан Кайши. Военные в Токио таким образом надеялись положить конец войне в Китае («решить „китайский вопрос“»), однако Великобритания возобновила приостановленные ранее поставки по Бирманской дороге, а правительство США увеличило финансовую поддержку Чан Кайши.
Падение Франции изменило и военную политику США: 19 июля Конгресс проголосовал за выделение крупнейшего «военно-морского ассигнования» в истории Америки (Two-Ocean Navy Act) — законодатели выделили флоту 8,5 миллиардов долларов. Планировалось добавить к имевшимся ВМС не менее 257 военных кораблей, что почти вдвое увеличило бы их размеры; предполагалось построить 18 новых авианосцев.

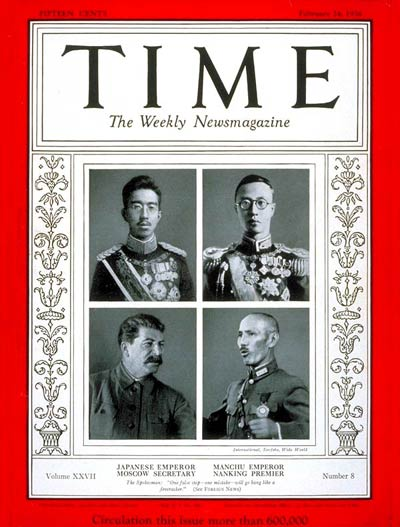
Лидеры Азии: Хирохито, Пу И, Сталин и Чан Кайши (Time, 1936)

Кроме того, в середине октября Вашингтон ввёл эмбарго, которое резко ограничило поставки металлолома и авиационного топлива из США в Японию: такая позиция Рузвельта получила поддержку 88 % американцев, опрошенных центром Princeton Public Opinion Research Project. Однако октябрьское эмбарго не затронуло ключевой для Японии ресурс — нефть. Поскольку полное нефтяное эмбарго — которого требовали сторонники «жёсткой линии», включая военного министра Генри Стимсона и министра финансов Генри Моргентау — не было введено, в 1940 году Япония получала более 90 % нефти из США. В тот период в американском правительстве возобладала точка зрения сторонников «умеренного курса»: госсекретарь Корделл Халл и его заместитель Самнер Уэллес, при поддержке офицеров военно-морского флота США, стремились «любой ценой удержать японцев от панического военного ответа» на полное прекращение нефтяных поставок.
Я надеюсь, что настанет день, когда я смогу посетить Японию. Меня очень интересуют великие достижения японского народа, и я очень хотел бы снова увидеть многих из своих японских друзей.— из письма президента Рузвельта адмиралу Номура, 6 апреля 1937
В то же время, бывший глава дальневосточного отдела государственного департамента Стэнли Хорнбек прямо заявлял, что «японцы блефуют» и никогда в действительности не решатся на военный ответ. Японское правительство в тот момент действительно стремилось избежать войны с США: оно направило в Вашингтон адмирала Номуру Китисабуро, личного знакомого с Рузвельтом со времён Великой войны, именно с целью предотвращения нового конфликта. Однако даже официальная японская газета The Japan Times and Advertiser признала в своей статье от 1 января 1941 года, что миссия Номуры «не является завидной», поскольку японская позиция в отношении США «будет определяться, в первую очередь, интересами стран „оси“».

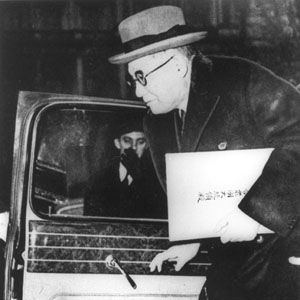
Посол Номура вручает верительные грамоты Рузвельту (14 февраля 1941)

#### Номура и Халл. «Четыре принципа»
14 февраля 1941 года Номура прибыл в Белый дом, где произошло его «воссоединение» с Рузвельтом. Через пять дней госсекретарь Халл встретился с японским послом в его роскошных апартаментах в отеле «Marriott Wardman Park». Номура, много лет проживший в США, не пользовался переводчиком как из соображений секретности, так и для неформальности беседы: однако, как заметный южный акцент Халла, родившегося в Теннесси, так и возрастные проблемы со слухом самого Номуры затрудняли понимание японским посланником деталей позиции американца. Номура интерпретировал неформальные встречи как «прелюдию» к официальным двусторонним переговорам между странами. Уже на следующей встрече, прошедшей вечером 8 марта, Халл прямо спросил Номуру, намеревалась ли Японская империя продолжить своё расширение в Юго-Восточной Азии (Nanshin-ron) и тем самым приблизиться к британскому Сингапуру и нидерландской Ост-Индии. Номура ответил отрицательно, но добавил, что такое развитие событий возможно, «если этого нельзя будет избежать».
Американские политики и чиновники в тот период считали, что экспансия Японии в Юго-Восточной Азии, была мотивирована не экономическими интересами и эмбарго США, а договором с Германским рейхом и Италией: американское общественное мнение в тот же период считало правительства данных стран членами единой «злобной банды». Так на следующей встрече в Белом доме Рузвельт и Халл сообщили Номуре, что Японская империя должна прямо заявить, что её стремление к большему влиянию в Азии носит чисто экономический характер. От Токио требовалось недвусмысленное заявление о том, что он не намеревался получить эксклюзивный доступ к нефти Ост-Индии или каучуку Малайского полуострова.
В апреле, когда британские потери в Атлантике удвоились и достигли 687 000 тонн, переговоры в Вашингтоне получили новый импульс: частные лица из Японии и США представили в Госдепартамент проект соглашения, который предполагал прекращения войны в Китае и проведения на подконтрольных Токио территориях политики «открытых дверей». Халл, занятый битвой за Атлантику, одобрил проект в целом, но полагал, что его формулировки являлись слишком «расплывчатыми». Проект не отвечал на вопрос, когда и в какой степени Япония выведет свои войска из Китая? Документ также не уточнял сам термин «политика „открытых дверей“».

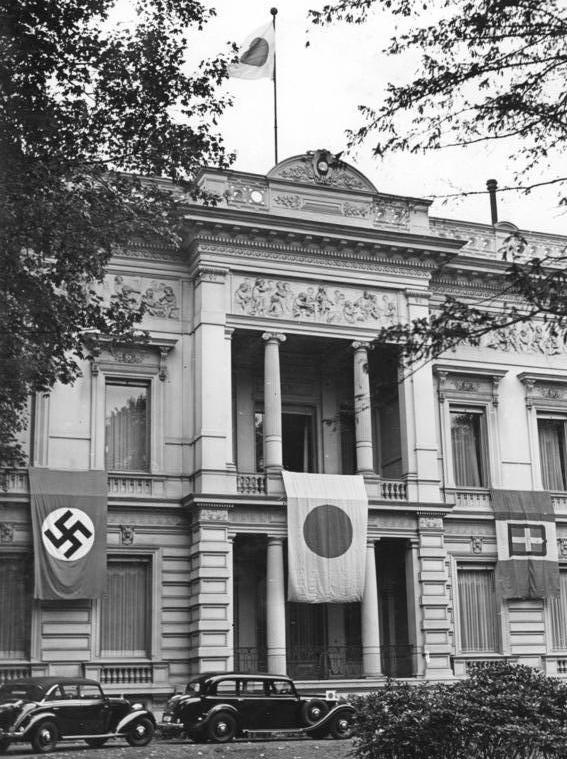
Посольство Японии в Берлине (сентябрь 1940)

Халл дал понять, что официальные переговоры могут быть начаты только после принятия властями Японской империи четырёх основополагающих принципов, ставших впоследствии известными как «принципы Халла». Принципы включали в себя: (i) гарантии территориальной целостности и суверенитета всех наций; (ii) невмешательство во внутренние дела других стран; (iii) приоритет принципа равенства и следование политике «открытых дверей»; (iv) поддержание статус-кво в Тихоокеанском регионе, изменение которого возможно только мирными средствами. Вся дальнейшая американская позиция в переговорах была основана на данных пунктах.
Госсекретарь Халл — заявивший ранее, что «мы не заключаем мир с Японией за счет Китая» — «разбил надежды» японских лидеров, полагавших, что США официально признают территориальные завоевания империи на континенте. В то же время Халл понимал, что у него было мало «пространства для манёвра»: в 1940—1941 годах США всё более втягивались в войну между Британской империи и нацистской Германией (см. ленд-лиз), и открытая война с Японией никак не входила в планы лидеров в Вашингтоне. Американская помощь Британии уже открыто критиковалась изоляционистами в США как попытка президента Рузвельта «втянуть нас в войну».
Всем участникам переговоров было ясно, что время благоприятствовало Соединённым Штатам, которые только готовились к войне, а не Японской империи — которая искала ресурсы для её продолжения.

#### Военные планы США
Если в межвоенный период американские военные составили план «Оранж», в котором основное внимание уделялось именно Японии как единственному противнику — и предполагалась переброска Атлантического флота в Тихий океан — то в 1939—1940 годах американские лидеры всё больше считали нацистскую Германию своим ключевым потенциальным противником. В июне 1940 года Рузвельт попросил военных разработать стратегию, основанную на предпосылке, что Германия будет продолжать угрожать Британии. В ответном меморандуме «D» — неофициально названном «Plan Dog memo» и подготовленном начальником военно-морских операций, адмиралом Гарольдом Старком в ноябре — говорилось, что в случае войны США на два фронта (с Германией и Японией) Европейскому театру военных действий следовало отдать приоритет. Новый план также учитывал отсутствие Франции в числе потенциальных союзников. В отношении Японии предполагалось вести только оборонительные операции. При этом Рузвельт в тот период держал в строжайшей тайне наличии у США плана войны, предполагавшего высадку американских войск на Европейский континент, опасаясь реакции американского общества.
Коллапс в Атлантике был бы фатальным ударом; коллапс на Дальнем Востоке был бы ударом серьёзным, но не фатальным.— генерал Дж. Маршалл, 1940

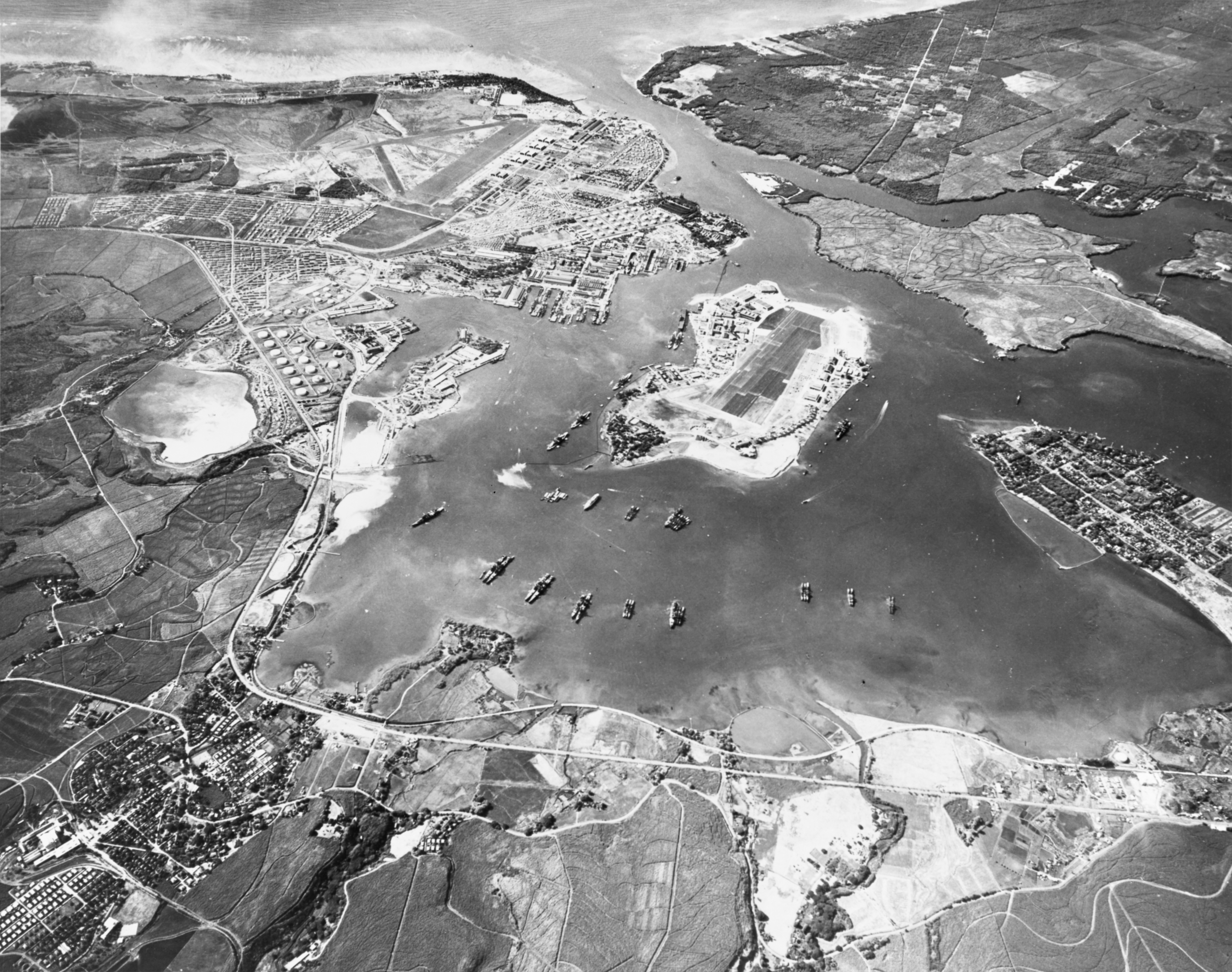
Американский флот в Перл-Харборе (30 октября 1941)

Британские и американские военные в начале 1941 года согласовали единую совместную стратегию, хотя правительство США и уклонилось от конкретных заверений в скорой военной помощи. В частности, британские власти тщетно просили своих американских коллег перебазировать Тихоокеанский флот США на Филиппинские острова, в Манилу, с тем чтобы он смог защитить Сингапур от японской угрозы. Американское правительство сочло адекватными свои предыдущие действия, предпринятые в ответ на японскую экспансию: после ежегодных манёвров, прошедших в мае 1940 года, Тихоокеанский флот не вернулся на Западное побережье США, а остался на Гавайских островах, в Перл-Харборе, заняв таким образом «передовую позицию» на Тихом океане. Предполагалось, что подобная «демонстрация силы» сможет заставить «японских экспансионистов» приостановить своё продвижение в Азии.
Рузвельт отказал командующему Тихоокеанским флотом, адмиралу Джеймсу Ричардсону (James O. Richardson) в просьбе вернуть флот на Западное побережье, мотивированной материально-техническим сложностями снабжения флота на передовой базе. Рузвельт полагал, что возвращение флота на старые базы могло быть расценено японскими военными как американское отступление, а он ни при каких обстоятельствах не хотел проявлять признаков слабости. Кроме того, в марте 1941 года ВМС США отправили два крейсера в сопровождении эскадренных миноносцев (эсминцев) с визитом в Австралию; аналогичная группа была отправлена и в Новую Зеландию.
В апреле 1941 года американские военные стратеги разработали план «Rainbow 5», который предлагал ведение США параллельных войн против Японии на Тихом океане и против Кригсмарине в Атлантике. В рамках нового плана, вооружённые силы США предполагалось задействовать в наступательных операциях в Европе и Африке, а Азиатско-Тихоокеанскому региону отводилась второстепенная роль. Наивысший приоритет был отдан сохранению контроля над Атлантическим океаном и защите морских связей с Европой.

#### Токио и Берлин. Нейтралитет СССР
Одной из ключевой причин проведения тайных — а не официальных — переговоров с США, было то, что Японские власти опасались, как именно Берлин и Рим истолкуют их действия. Чиновники в Токио боялись, что их обвинят в отказе от обязательств Тройственного пакта. Более того, японские сторонники сотрудничества в рамках «оси» считали, что принципы Халла уже сами по себе противоречили пакту. Они полагали, что — если Япония прекратит политику расширения — США и Британия смогут перебросить войска из Азии в Европу; такие подкрепления могли быть использованы в войне против Германии и Италии.

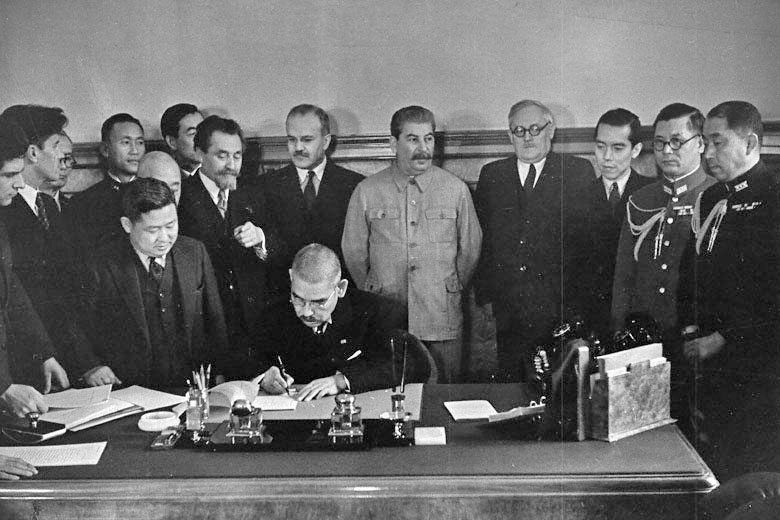
Подписание Пакта между СССР и Японией (13 апреля 1941)

Министр иностранных дел Японии Мацуока Ёсукэ — ранее возглавлявший Южно-Маньчжурскую железнодорожную компанию, а в 1933 году покинувший зал заседания Лиги Наций после того как 42 страны отказались признать марионеточное государство Маньчжоу-Го — был в числе тех, кто считал, что любое американо-японское соглашение ставило под угрозу обязательства, взятые Японией в рамках Тройственного пакта. Посол Номура видел ситуацию иначе: он считал, что соглашение с США дало бы Японии шанс положить конец войне с Китаем и, таким образом, уменьшило бы опасность конфликта между Америкой и Германией. Номура выражал уверенность, что заключение соглашения с США позволило бы избежать вовлечения североамериканской державы в войну на стороне Великобритании.
В конце марта 1941 года министр Мацуока — прямо заявлявший, что «ось» являлась «военным союзом, направленным против США» — начал серию государственных визитов в Европе. В Берлине он встретился с Адольфом Гитлером, Иоахимом Риббентропом и Германом Герингом, а в Риме — провёл встречи с ведущими представителями итальянского фашистского режима. Вместо того, чтобы вернуться в Токио через США — как ему предлагал Номура — Мацуока остановился в Москве. В советской столице он 13 апреля подписал пятилетний «Пакт о нейтралитете между СССР и Японией». Современники восприняли данное соглашение как «переворот» во внешней политике двух стран, которые за два года до этого воевали друг с другом в Маньчжурии.

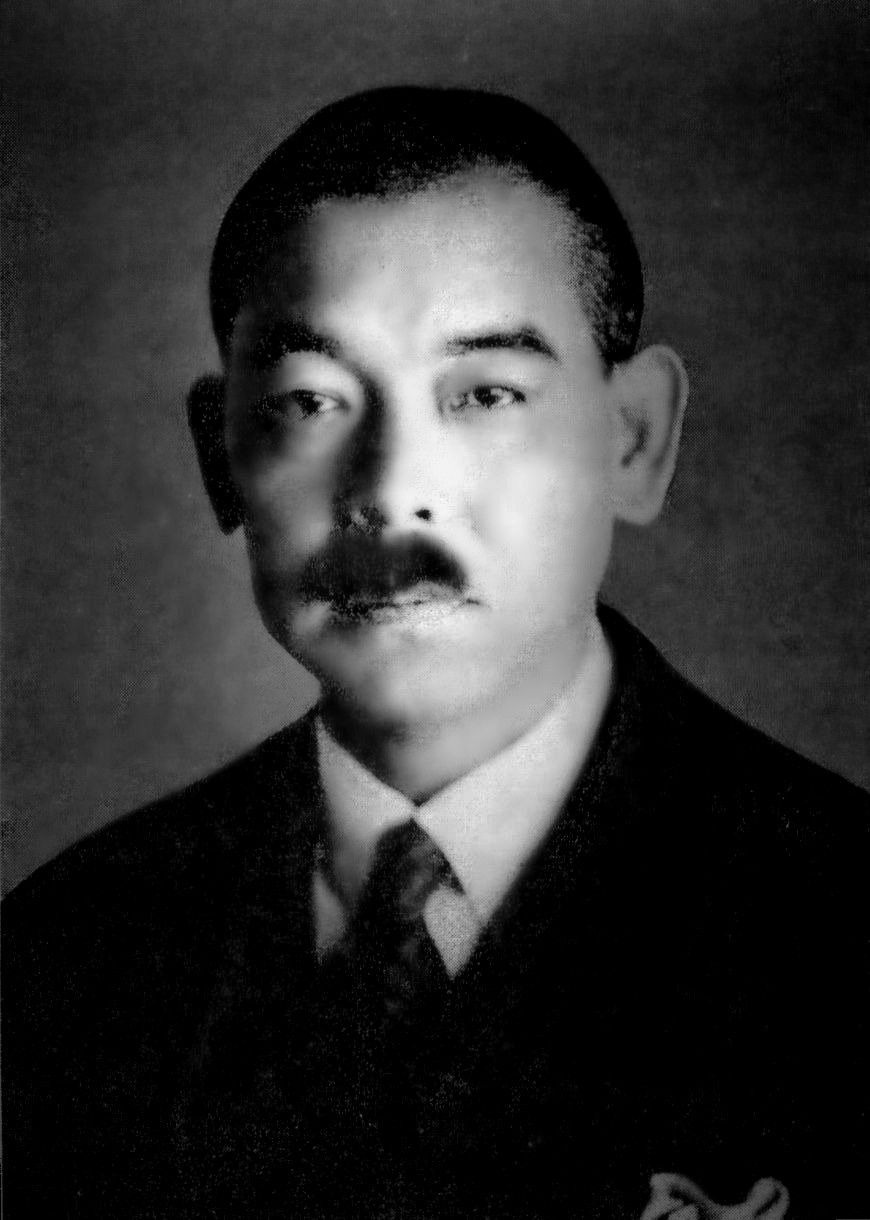
Мацуока Ё. в 1932

Ещё перед отъездом в Европу Мацуока сообщил лорду Кидо Коити — хранителю печати и ключевому советнику японского императора Хирохито — что урегулирование советско-японских отношений было частью его генерального плана по достижению мира с Китаем и последующему «сосредоточению всех сил и повороту на юг». Сторонники экспансии Японии в Юго-Восточной Азии, в отличие от сторонников «расширения на север» (Hokushin-ron), полагали соглашения с СССР жизненно важным условием продвижения на юг, поскольку советский нейтралитет позволял перебросить подразделения Ниппон Рикугун из приграничных районов Маньчжурии. «Пакт о нейтралитете» также рассматривался японскими политиками как предварительное условие для присоединения СССР к Тройственному пакту — что позволило бы удержать западные державы от любого вмешательства в события на Дальнем Востоке.
Заключение пакта о нейтралитете с СССР вызвало тревогу в Вашингтоне. Подозрения американцев подкреплялись тем, что даже после своего возвращения из Европы, 22 апреля, Мацуока никак не отреагировал на «четыре принципа», предложенные Халлом. Номура опасался, что тактика затягивания переговоров с США могла поставить под угрозу авторитет самого посла в глазах американцев. Через несколько дней после своего возвращения из Москвы, Мацуока — видевший в пакте возможность «взять паузу» в конфликте с СССР на 5—10 лет — произнес речь в зале «Hibiya Public Hall»; в речи он описал Италию и, в особенности, нацистскую Германию как «образцовую модель» для японского государства. Министр также «восторженно» описал свою встреча с Иосифом Сталиным и Вячеславом Молотовым. Американский госдепартамент, в целом, и его глава Халл, в частности, осведомленные о выступлении Мацуоки, стали воспринимать японскую дипломатию как «противоречивую».

#### План Мацуоки
После затянувшейся на месяц паузы Мацуока — продолжавший являться ключевым носителем в японском правительстве линии на союз с Берлином и Римом — всё же ответил на «принципы Халла»: министр предложил заключить соглашение с США в форме двустороннего пакта о нейтралитете, аналогичного тому, который он заключил с СССР. В телеграмме послу Номуре министр уточнил, что хотел бы добиться «своего рода дипломатического блицкрига» на фронте переговоров с США. Халл отклонил японскую инициативу, мотивировав это тем, что пакт о нейтралитете являлся «бесполезным инструментом» для решения азиатских проблем. Госсекретарь полагал, что такой документ был бы явной уступкой Японии и поражением для США, поскольку он мог бы быть истолкован как фактическое признание США территориальных завоеваний Японии в Китае.

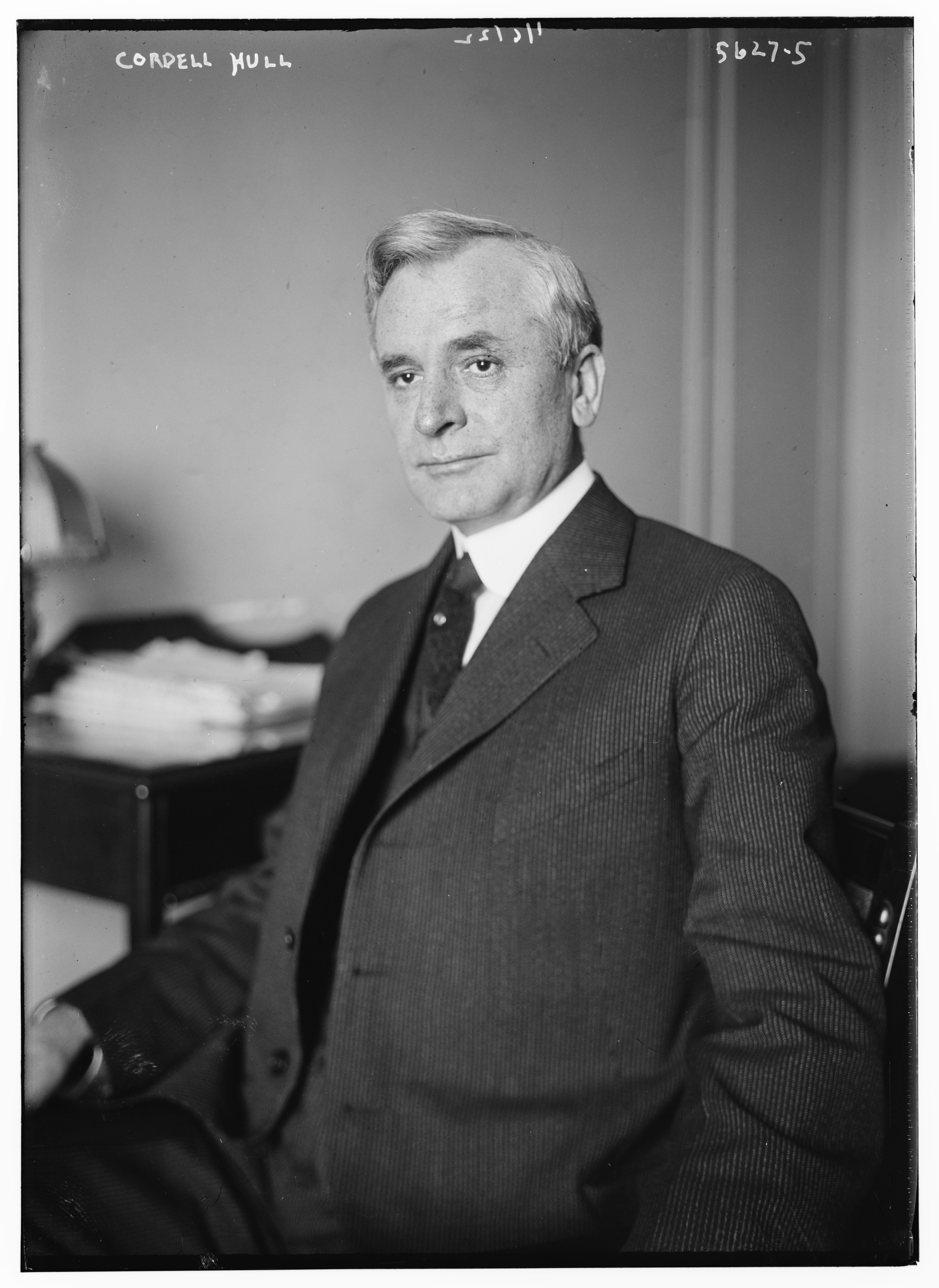
К. Халл в 1930-е

В середине мая 1941 года в центре внимания переговорщиков вновь оказался «китайский вопрос». В надежде, что США будут действовать в качестве посредника — как это уже было во время Русско-японской войны — власти в Токио попросили оказать давление на Чан Кайши с целью заставить китайское правительство в Чунцине вступить в мирные переговоры. В меморандуме японского министерства иностранных дел — ставшего известным как «план Мацуоки» или «План от 12 мая» — условиями мира должны были стать: (i) принцип добрососедства; (ii) формирование «единого фронта против коммунистической угрозы с севера» и (iii) принцип экономического сотрудничества. Меморандум продолжал настаивать как на признании независимости Маньчжоу-го, так и на вхождении Японии в Тройственный пакт; меморандум также включал отдельный пункт, предназначенный для сдерживания других стран от вступление в европейскую войну.
Мацуока уточнил Номуре, что хорошие отношения с США для Японии имели сравнительно второстепенное значение: основной упор внешней политики заключался в реализации положений Тройственного пакта. Мацуока также продолжил выступать за продвижение Ниппон Рикугун на юг, включавшее в себя захват Сингапура — что соответствовало идеям Германа Геринга и адмирала Эриха Редера, высказанным Мацуоке в Берлине. Так 18 марта, на совещании у Гитлера, Редер решительно настаивал на том, чтобы оказать давление на Японию и побудить её занять базу в Сингапуре. Мацуока полагал, что поражение Британии исключит вероятность конфликта между Японией и США, поскольку последние при таком развитии событий остались бы без союзников.

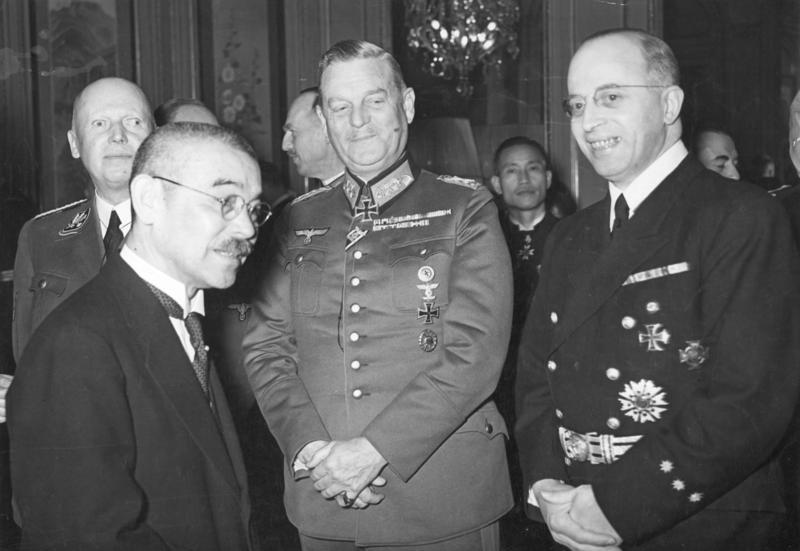
Мацуока c Кейтелем и Штамером в Берлине (март 1941)

Халл выразил готовность убедить Чан Кайши вступить в мирные переговоры. Одновременно, госсекретарь предположил, что отказ Японии выйти из Тройственного пакта указывал на намерение Страны восходящего солнца продолжить свою экспансию. Номура и Халл продолжили попытки найти мирное решение: Халл сообщил послу США в Токио Джозефу Грю, что он не хотел упускать возможности достичь соглашения с Японией, даже если вероятность такого события составляла лишь «один к двадцати пяти». Халл обратил внимание Номуры на три различия в их позициях: во-первых, США не были готовы позволить Японии формировать американское отношение к войне в Европе; напротив, Япония должна была гарантировать, что не атакует США, если Вашингтон решит вступить в европейскую войну «в качестве превентивной меры самообороны»; во-вторых, США выступили против размещения японских войск на севере Китая; в-третьих, экономическое равенстве всех стран в Китае и Тихоокеанском регионе было важно для США.
Таким образом, первый этап переговоров ещё более снизил надежды на нахождение компромисса. Халл был заметно подавлен неудачей, но всё же продолжил неформальные переговоры с Номурой.

#### Операция «Барбаросса» и отставка Каноэ

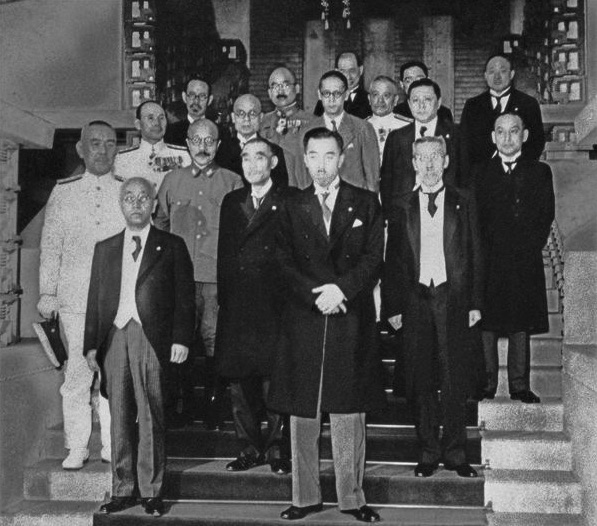
Третий кабинет Коное (18 июля 1941)

Вторжение войск нацистской Германии на территорию СССР, начавшееся 22 июня 1941 года, изменило ситуацию для обеих сторон переговоров, продолжавшихся в отеле «Wardman Park». Министр Мацуока потерял надежду на создание германо-итало-советско-японского союза против Великобритании и США: хотя посол Японии в Берлине Хироси Осима ещё в апреле сообщал своему правительству, что Рейх готовит атаку, Мацуока и военный министр Хидэки Тодзио отказывались верить в подобную перспективу. Гитлер, в свою очередь, прямо запретил своим подчинённым передавать Мацуоке любую информацию о предстоящем нападении на СССР.

Отель «Wardman Park» (2009)

После первых успехов вермахта позиция министра иностранных дел Японии коренным образом изменилась: Мацуока стал активным сторонником вступления Японии в войну против Советского Союза. В ожидании подобного развития событий обе стороны, как Япония и так и СССР, продолжили наращивать свою военную мощь в ожидании полномасштабной войны — поставки вооружения Квантунской армии были настолько масштабными, что многое из поставленного осталось неиспользованным и к августу 1945 года.
Мне кажется, Вам будет интересно знать, что на протяжении последней недели японцы дерутся между собой насмерть, пытаясь решить, на кого напрыгнуть: на Россию, в сторону Южных морей (тем самым связав свою судьбу окончательно с Германией), или они будут продолжать „сидеть на заборе“ и более дружественно относиться к нам.— из письма Рузвельта министру Г. Икесу, 1 июля 1941

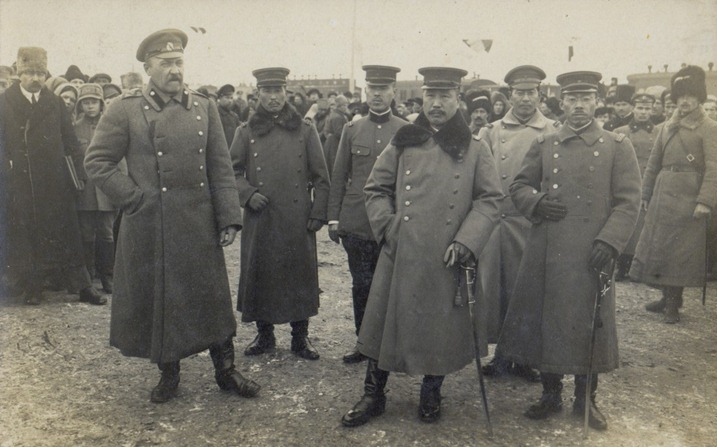
Генерал Розанов и японские офицеры в Сибири (1920)

Если Мацуока в 1941 году исходил из того, что Красную армию (РККА) ждёт скорое поражение, другие японские политики и военные стремились сначала точно узнать, кто победит в конфликте: офицеры Ниппон Рикугун были готовы наступать только при наличии подавляющего превосходства в силах. Когда Номура попросил правительство в Токио не повторять опыт вторжения в Сибирь, Мацуока — полагавший, что посланник находился под сильным влиянием американцев — обвинил Номуру в попытке повлиять на императорское правительство. В тот период в японском правительстве во главе с премьером Коноэ существовали серьёзные разногласия по поводу дальнейшего политического курса страны: так, летом 1941 года Коноэ пытался убрать Мацуоку из правительства, полагая внешнеполитическую программу министра избыточно агрессивной. Используя внутриправительственные разногласия по поводу конфликта между СССР и нацистской Германией в качестве предлога, кабинет Коноэ ушёл в отставку 16 (17) июля 1941.

### Кризис
Формирование нового, третьего по счёту, кабинета Коноэ стало началом решающей фазы дальнейших событий на Тихом океане, в целом, и в Пёрл-Харборе, в частности. Преемником Мацуоки на посту министра иностранных дел стал гораздо более умеренный адмирал Тэйдзиро Тоёда: как бывший министр торговли и промышленности Тоёда знал о неустойчивой экономической ситуации в стране, которая ещё больше усугубилась после октябрьского эмбарго. Кроме того Тоёда, в отличие от Мацуоки, был в дружеских отношениях с Номурой; когда Номура выразил желание уйти в отставку как новое правительство, так и сам Тоёда настояли на том, чтобы он остался их представителем в Вашингтоне.
От нового правительства и Номура, и Рузвельт ожидали перемен во внешнеполитическом курсе Японии. Но к тому моменту и Японская империя, и Соединённые Штаты «вошли в ритм» принятия всё более конфронтационных мер. При этом для каждой стороны отношения с другой оставались второстепенными: наивысшим приоритетом властей в Токио оставался Китай, а Вашингтон был занят событиями в Западной и Восточной Европе.

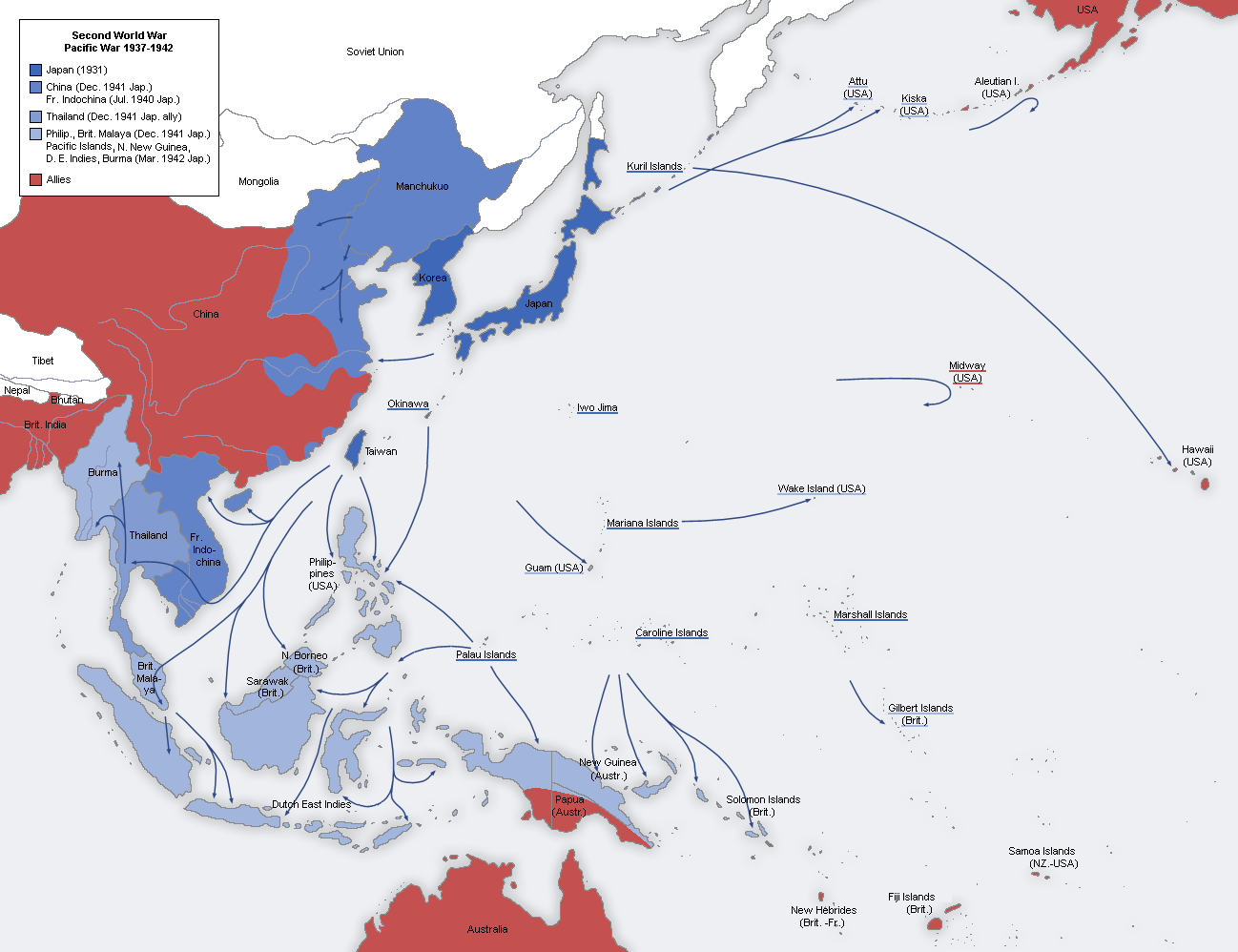
Японское «продвижение на юг» (1936—1942)

#### Оккупация южной части Французского Индокитая
Спустя месяц после начала советско-германского конфликта, 23 июля, посол Номура был проинформирован о планах правительства Японской империи по «мирной оккупации южной части Французского Индокитая примерно 28 или 29 июля». Ранее посол неоднократно предостерегал своё правительство от подобного шага; министр Тоёда сообщил Номуре, что решение о данном территориальном приобретение было принято ещё предыдущим составом кабинета министров. Несмотря на то, что летом 1941 года высшие офицеры японской армии всё ещё стремились избежать войны с США и Великобританией, среди офицеров флота уже победили сторонники экспансии на юг. Армия не поддержала план Мацуоки по нападению на СССР, во многом из-за того, что в её распоряжении не было тяжёлых танков — основной ударной силы, необходимой для войны в Монголии и Сибири. Это, в свою очередь, снизило опасения Коноэ, что Квантунская армия могла выступить в поход и без приказа от кабинета министров.
Когда мы заключили Тройственный пакт и двинулись в Индокитай, мы уже сожгли мосты… в нашем марше к будущей войне с Соединенными Штатами и Великобританией.— из дневника вице-адмирала Угаки Матомэ, 6 декабря 1941
Вторжение в Индокитай представляло собой компромисс, поскольку империя получала в своё распоряжения природные ресурсы — олово и каучук — и, одновременно, создавала опорные базы для удара по Британской Малайе и Голландской Ост-Индии. В краткосрочной перспективе доступ к ресурсам позволял продолжить войну в Китае, а в долгосрочной — власти Японии могли выбрать как удар на юг, так и удар по СССР; последний вариант предполагалось реализовать, если РККА продолжила бы своё отступление от западных границ СССР.

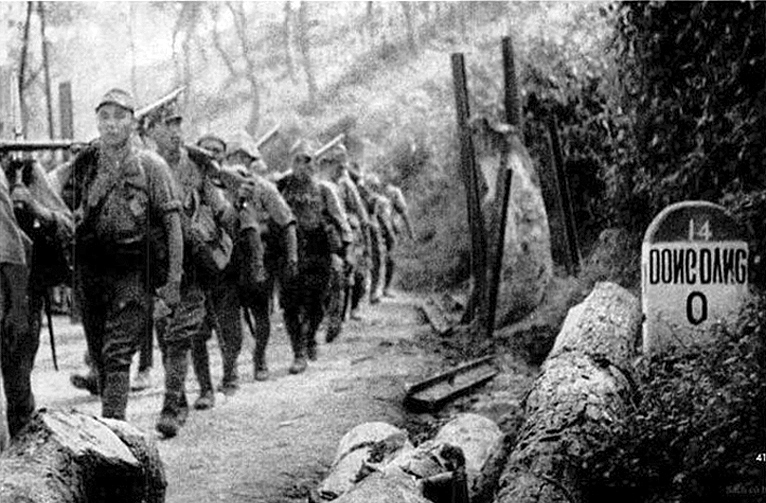
Японские силы в городе Đồng Đăng (1940)

В итоге, на первой Имперской конференции (Gozen Kaigi) 1941 года, состоявшейся 2 июля, был принят небольшой документ, озаглавленный «Программа национальной политики империи в соответствии с изменением обстановки» (Outline of National Policy in View of the Changing Situation; An Outline of the Policy of the Imperial Government in View of Present Developments). Документ одобрял решение о вторжении Экспедиционной армии на юг Индокитая и содержал утверждение о том, что «нашу Империю не остановит возможность вовлечения её в войну с Великобританией и Соединенными Штатами».
Министр Тоёда сообщил Номуре, чтобы посол предупредил Халла о неприемлемости для Японии острой американской реакции на данный шаг. Министр уточнял, что замораживание японских активов в США или полное нефтяное эмбарго вызовет контрмеры уже со стороны Страны Восходящего Солнца. В серии дискуссий дипломатические представители Японии пытались оправдать вторжение в Индокитай. Сначала они заявили, что речь шла о самообороне, поскольку Японии рисковала оказаться в окружении США, СССР, Великобритании и Нидерландов. Затем они перешли к экономически аргументам: по их версии, оккупация была единственным способом обеспечить Японию доступом к необходимым природным ресурсам. Ранее, 17 июня, японская делегация не смогла достичь компромисса с властями Голландской Ост-Индии о концессиях на добычу нефти и формально прервала переговоры с ними.

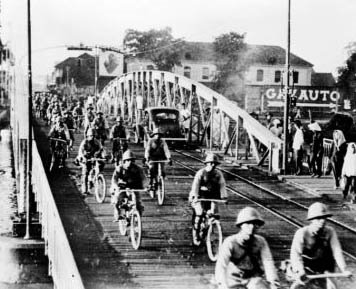
Японские силы входят в Сайгон (1941)

#### Нефтяное эмбарго
Американские представители пришли к выводу, что захват Индокитая был предпринят в ответ на давление со стороны нацистской Германии. Самнер Уэллес был среди тех, кто советовал президенту Рузвельту отдать приказ о введении всеобъемлющего экономического эмбарго в отношении Японии. Однако Рузвельт, занятый теперь ещё и организацией помощи СССР, не сразу решился на данный шаг. Напротив, на встрече 24 июля он сделал Номуре мирное предложение, вызвавшее недовольство Уэллса: президент предложил — в обмен на вывод японских войск из Индокитая — заключить договор между Японией, с одной стороны, и Великобританией, Китаем, Нидерландами и США, с другой. В рамках предлагавшегося договора Японии гарантировались бы поставки значительных объёмов природных ресурсов. Рузвельт полагал, что Французский Индокитай можно было бы сделать «азиатским аналогом Швейцарии». 25 июля Рузвельт отправил на Гавайи предупреждение, чтобы командующий флотом Хазбенд Киммел подготовил один из своих авианосцев для отправки «в один из азиатских портов России».
Японский посол — подчеркнув, что сам он сожалеет о новой японской экспансии — не был настроен оптимистично в отношении рузвельтовской идеи. Номура полагал, что подобная публичная уступка властям США означала бы огромную «потерю лица для японской нации» и, следовательно, была неприемлемым шагом для правительства, на которое активно влияли ультраправые и про-милитаристские группы.

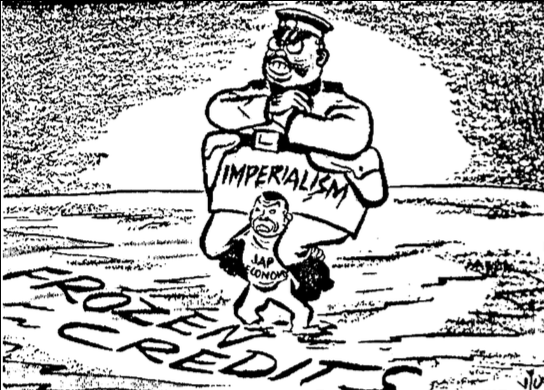
Карикатура «Теперь сидит не так красиво!» (News Chronicle, 28 июля 1941)

В итоге, 25 июля 1941 года — через день после встречи Номуры с Рузвельтом — федеральные власти США, по инициативе Дина Ачесона, приступили к заморозке всех японских активов. Вскоре Великобритания последовала американскому примеру. 26 июля президент США расширил действия своего указа «Executive Order 8389» на все финансовые и торговые операции, в которых участвовали японские интересы. Американский ответ также включал и всеобъемлющее эмбарго на экспорт американских товаров в Японию. В списка товаров, вывоз которых был запрещён с 1 августа, оказалась и нефть. Большая часть американской и британской прессы пришла к выводу, что Рузвельт «фактически разорвав торговые связи с [Японской] империей, нанёс ей самый сильный удар, кроме полноценной войны».
Японское правительство формально отреагировало на американские действия симметричным замораживанием американских активов в Японии. Третий кабинет Коноэ, всё ещё находившийся в процессе своего формирования, фактически не успел даже обсудить предложение Рузвельта об «азиатской Швейцарии». В итоге, нефтяное эмбарго ускорило разработку японским флотом военных планов — на случай окончательного провала дипломатических усилий.

#### Авиагруппа «Летающие тигры»
Экономические санкции стали не единственным ответом США на японское вторжение в Индокитай. Офицер авиации Клэр Ли Шеннолт, с 1937 года работавший военным советником при правительстве Чан Кайши и давно выступавший за прямое военное вмешательство Америки на стороне Китая, стал лидером авиагруппы «Летающие тигры» (официально, American Volunteer Group) — эскадрильи американских добровольцев, созданной летом 1941 года для выполнения боевых задач против Японской империи. Рузвельт позволил американским военным летчикам формально выходить в отставку, чтобы присоединяться к «Летающим тиграм». При этом Шеннолт в середине 20-х годов — находясь в должности командира эскадрильи истребительной авиации США — участвовал в манёврах, моделировавших воздушную атаку противника на Перл-Харбор.
Рузвельт также подписал приказ, разрешавший более масштабную военную операцию, которую поддержали адмиралы Ричмонд Тёрнер и Томас Харт. Операция предполагала, что 66 лёгких бомбардировщиков, под руководством Шеннолта, атакуют японские промышленные города, чтобы помешать производству оружия. План был сначала отложен — по причине нехватки самолётов — а затем и полностью отменён, поскольку нефтяное эмбарго было сочтено более эффективным методом. Кроме того, 26 июля Рузвельт приказал усилить оборону Филиппин и назначил генерала Дугласа Макартура главнокомандующим войсками США на Дальнем Востоке (USAFFE). Таким образом, начиная с лета 1941 года, обе стороны конфликта всё чаще рассматривали не дипломатические, а военные методы для решения своих разногласий.

#### Запасы нефти. Атака на «Тутуилу»
В Токио политики и военные разделились по вопросу о войне на два лагеря; раскол был особенно заметен во флоте. 31 июля начальник штаба ВМФ, адмирал Нагано Осами получил аудиенцию у императора Хирохито. Хотя сам Нагано ранее был в числе противников войны с США, он всё больше разочаровывался в перспективе дипломатического решения: незадолго до усиления американских санкций он стал сторонником начала войны, полагая, что «сейчас ещё есть шанс добиться победы, но со временем он будет только уменьшаться».
Если… мы больше не будем получать поставки нефти, то наши запасы будут исчерпаны в течение двух лет. В случае войны, все запасы нефти будут исчерпаны в течение полутора лет.— из сообщения адмирала Нагано императору Хирохито, 31 июля 1941

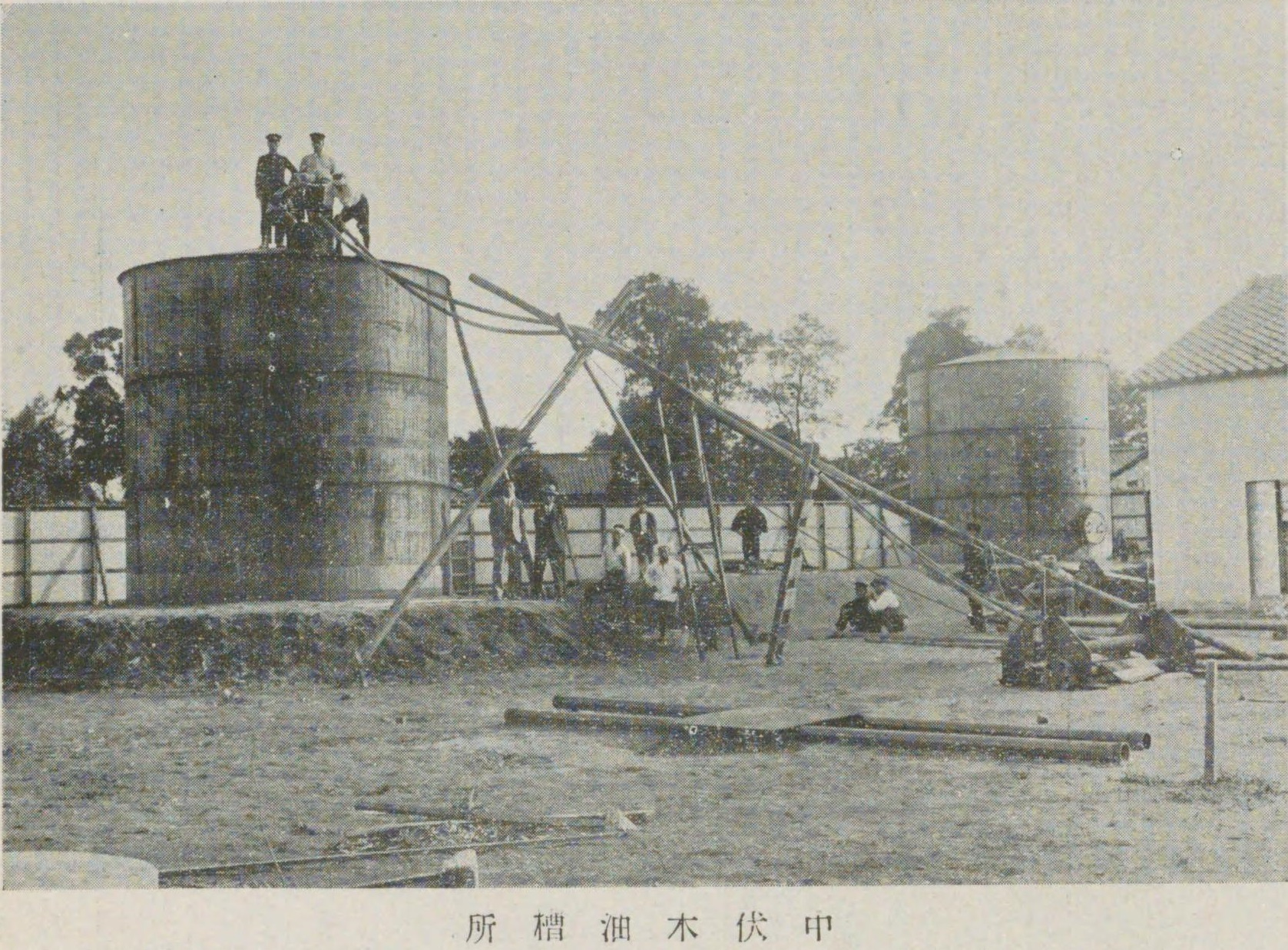
Нефтяной терминал в Тояме (1936)

Сообщив императору, что нефти — пятидесяти миллионов баррелей, накопленных в Японии за 1930-е — хватит только на два года, Нагано также сказал, что не может дать гарантии победы Японии в длительной войне с США. Хотя Нагано считал Тройственный пакт «разрушительным элементом» для американо-японских отношений, он открыто не выступал за расторжение союза с Рейхом; адмирал полагал, что такие решения должны приниматься политиками, а не военными. Хирохито, ранее всего один раз бравший на себя прямое управление страной — во время Путча молодых офицеров в 1936 году — только выслушал адмирала, не сообщив ему никакого своего решения.
Новый инцидент в Китае ещё больше «накалил» и без того напряжённую обстановку. 31 июля японская авиация атаковала в городе Чунцин американскую канонерскую лодку «Тутуила» (USS Tutuila (PR-4)), до войны защищавшую судоходство на реке Янцзы от местных пиратов. В ответ на «яростные» протесты со стороны правительства США, японская авиация на несколько дней приостановила бомбардировки города. Практически одновременно в Берлине узнали о тайных переговорах, проходивших в Вашингтоне. В телеграмме от 31 июля Номура официально сообщил правительству нацистской Германии, что ведёт предварительные переговоры. Посол уточнял, что именно Япония удерживала США от вступления в войну в Европе. Министр Тоёда в своём сообщении подчеркнул, что все действия Японии полностью соответствовали положениям Берлинского пакта.

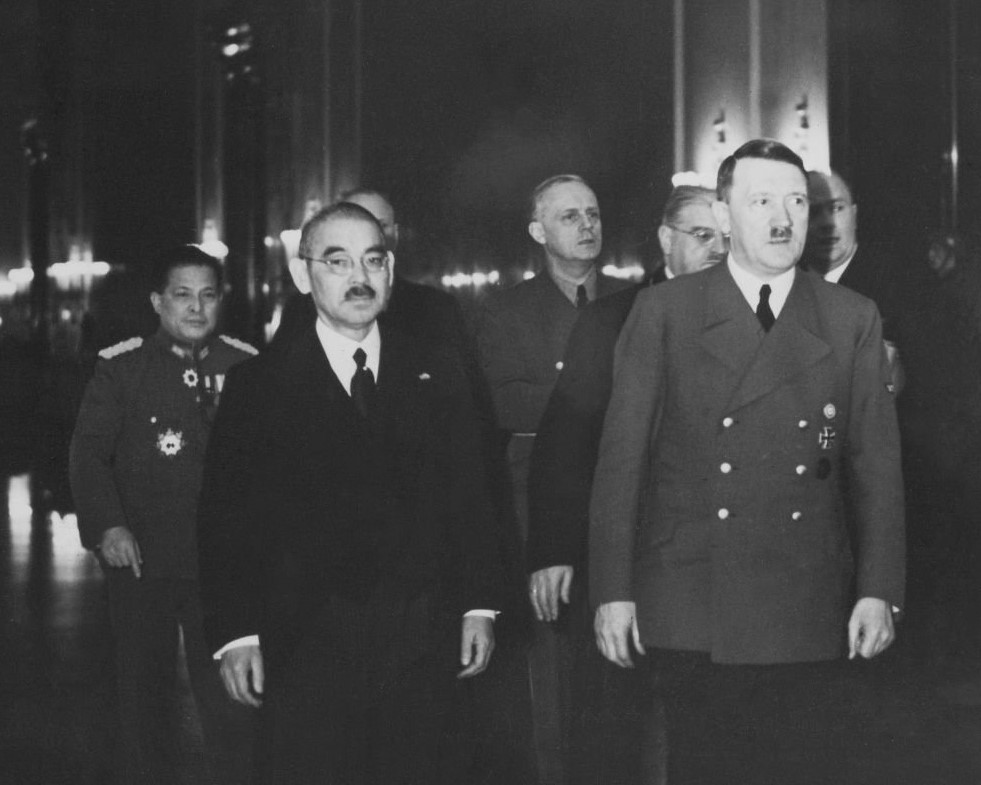
Встреча Гитлера и Мацуоки (март 1941)

Германские власти предпринимали все возможные меры, чтобы саботировать вашингтонские переговоры ещё до того, как им формально о них сообщили. Ещё 15 мая 1941 года статс-секретарь германского МИДа Эрнст Вайцзекер передал Риббентропу меморандум, в котором указал, что «любое политическое соглашение между Японией и Соединенными Штатами в настоящее время нежелательно». Германский посол в Токио, генерал Ойген Отт, регулярно приходил в японский МИД, чтобы предупредить своих японских коллег о возможных последствиях переговоров между Халлом и Номурой.

#### Несостоявшаяся встреча лидеров
В начале августа японские власти сообщили своим американским коллегам, что они были готовы вывести войска из Индокитая — но только после окончания Второй китайско-японской войны («китайского инцидента»). Помимо согласия на экономическое сотрудничество, Япония в качестве уступки также предлагала признать нейтралитет Филиппин — которым, согласно американским планам, предполагалось предоставить независимость через 10 лет. В своём ответе Халл дал понять, что правительство США считало данное предложение бесполезным — до тех пор, пока Япония не откажется от своей агрессивной политики расширения.
После этого, 7 (8) августа, Тоёда предложил организовать личную встречу между премьером Коноэ и президентом Рузвельтом, неформально уже встречавшимися восьмью годами ранее. Глава японского МИДа полагал, что такая встреча имела бы большое символическое значение. В середине августа Рузвельт, только что подписавший Атлантическую хартию, сообщил Номуре, что такая встреча не возможна до тех пор, пока Япония не прекратит военные операции в Азии. Рузвельт добавил, что США расценивали продвижение Японии в Юго-Восточной Азии как крайне враждебные действия — и что США будут вынуждены защищать свои национальные интересы.

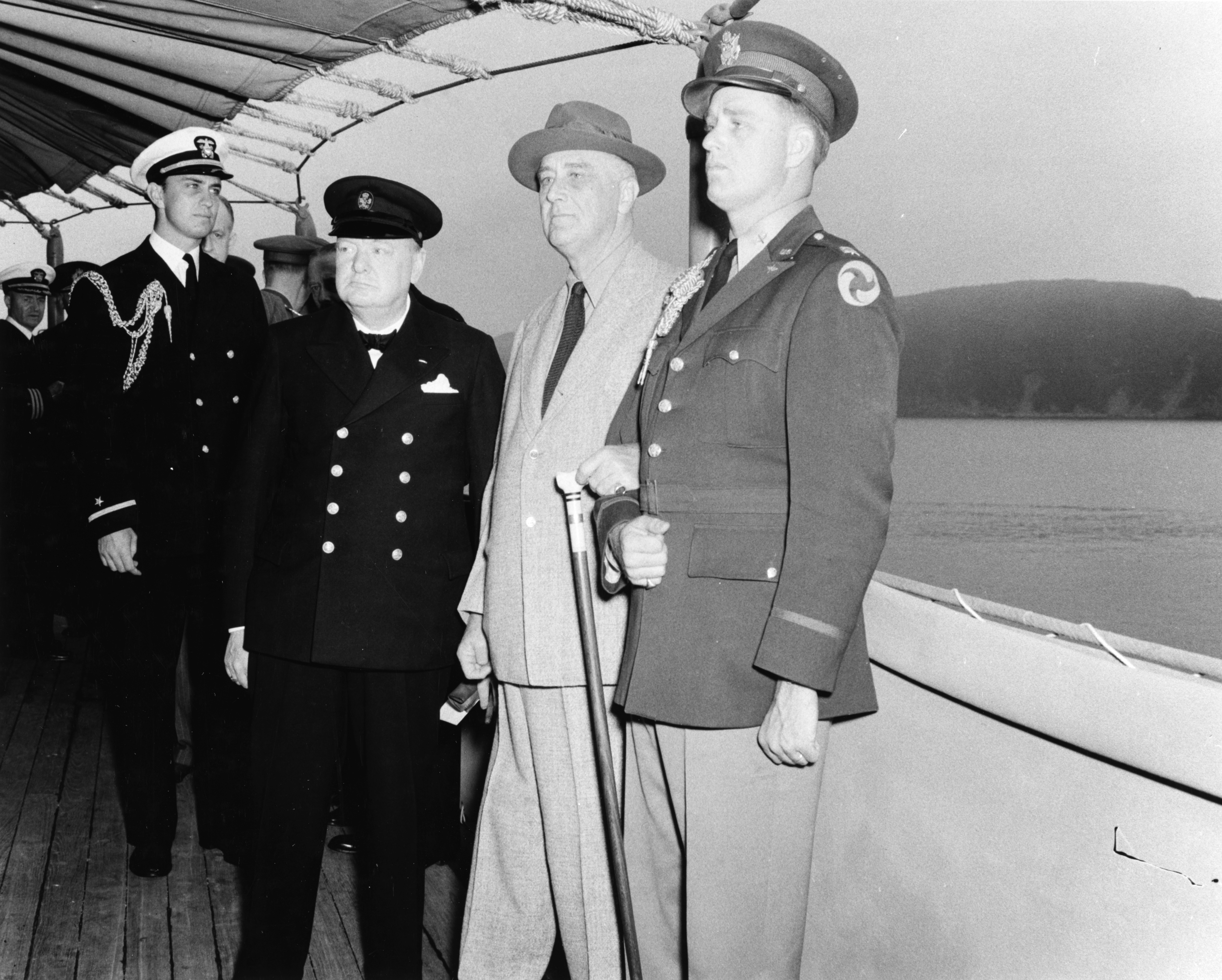
Подписание Атлантической хартии: Черчилль и Рузвельт (август 1941)

16 августа Тоёда продолжил попытки организовать встречу лидеров: он провёл беседу с послом Грю. Посол сообщил, что был впечатлён личной беседой, но признал японские аргументы о действиях в Индокитае слабыми и противоречивыми. 28 августа Номура передал Рузвельту — являвшемуся известным сторонником персональных встреч с иностранными лидерами — личное сообщение из премьер-министра Коноэ, в котором японский лидер подчеркивал, что личная встреча с президентом США была единственным способом решения проблем. На ужине с Грю, проходившем 6 сентября, Коноэ вновь подчеркнул своё стремление к миру и несогласие со многими японскими СМИ, призывавшими к войне. Премьер также сообщил, что нестабильная политическая ситуация в Японии делала его встречу с президентом США необходимостью. В качестве места встречи японцы предложили Гавайи.
Халл в своих мемуарах писал, что американские лидеры «не могли забыть, что Коноэ был премьер-министром в тот период, когда Япония вторглась в Китай в 1937 году; он же подписал альянс со странами „оси“ в 1940 году и он же заключил договор с марионеточным правительством в Нанкине». Коноэ также являлся основателем массовой партии «Ассоциация помощи трону» (Тайсэй ёкусанкай), созданной на основе успешного опыта прихода к власти фашистских движений в Европе и мире: от Италии и Румынии до Бразилии и Аргентины. Халл подозревал, что мотивом Коноэ было не стремление к примирению с США, а развитие ситуации на германо-советском фронте — Халл пришёл к выводу, что, хотя встреча между Коноэ и Рузвельтом может принести «подобие мира», она не может принести «прочного мира». Рузвельт проявил больший интерес к американо-японской «конференции лидеров», чем его госсекретарь. Президент, не любивший летать, предпочитал провести её в городе Джуно на Аляске; в качестве возможной даты он назвал середину октября.
При этом в своём ответе на личное послание Коноэ президент подчеркнул, что «основные принципы» должны были быть согласованы до начала встречи — что фактически означало новый раунд предварительных переговоров. Отказ от плана Коноэ вызвал облегчение как у китайского, так и у британского правительств, опасавшихся успеха личной встречи президента и премьера.

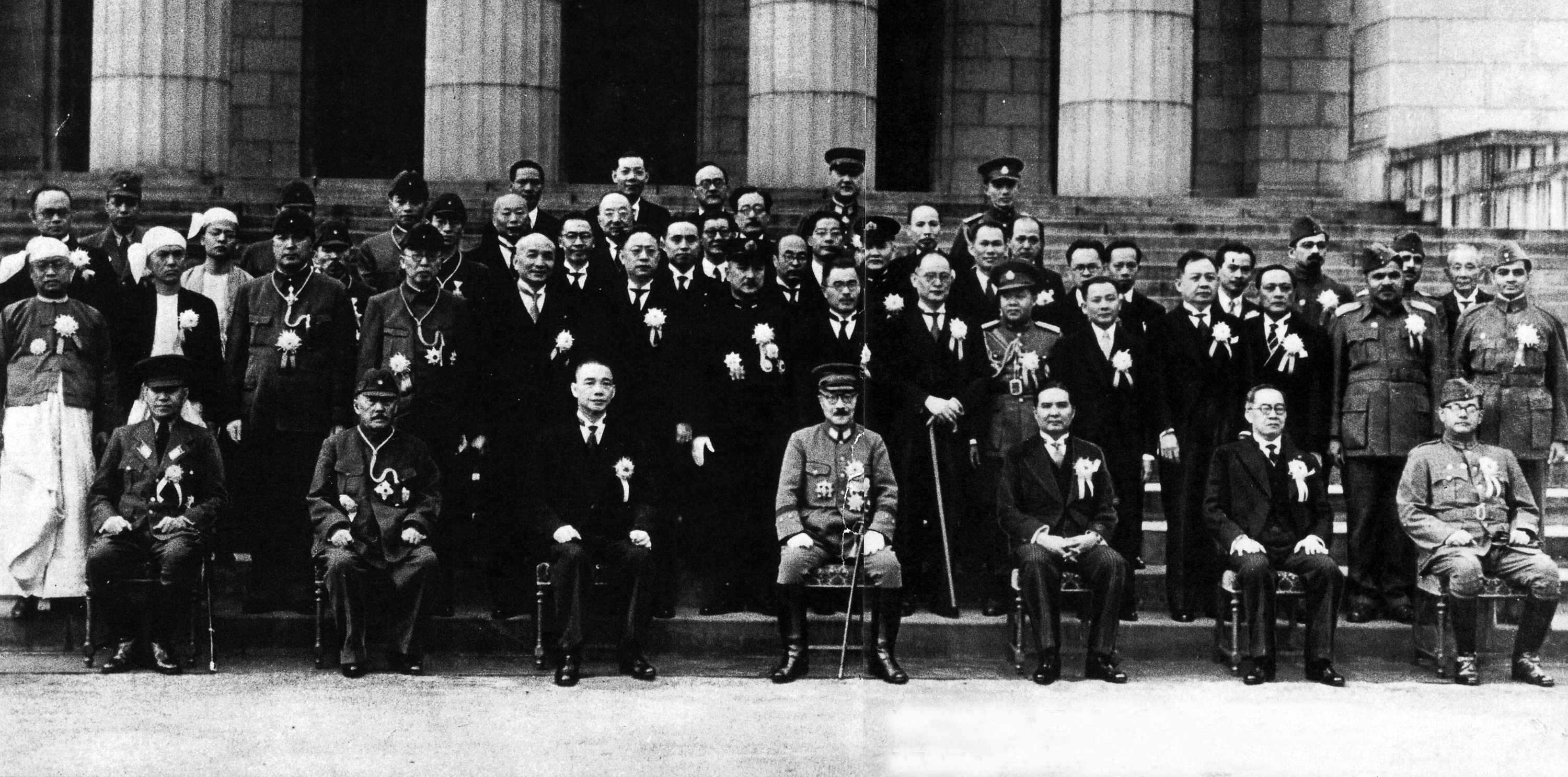
Великая Восточноазиатская конференция (1943)

#### «Великая восточноазиатская сфера сопроцветания»
Вместо ответа на президентские инициативы, сформулированные в личном письме премьеру, Токио направил в Вашингтон свои новые предложения. В них Японская империя отказывалась от дальнейшего продвижения в Юго-Восточной Азии, если таковое не было бы оправдано дальнейшими экономическими санкциями США или вступлением Америки в европейский конфликт. После заключения соглашения с китайским правительством, Япония соглашалась на вывод своих войск из Китая. Номура назвал данные предложения «максимальным пределом, на который может пойти наше правительство». Министр Тоёда полагал, что в ответ правительство США разморозит японские активы. Однако Халл скептически отнёсся к новым инициативам, засомневавшись в стабильности токийского правительства. Номура же начал думать, что американцы просто тянули время — надеясь, что продолжавшееся экономическое давление заставит японские власти принять четыре американских «основных принципа».
В начале сентября в правящих кругах Японии начало преобладать мнение, что только военное завоевание Юго-Восточной Азии является способом получить доступ к жизненно важными природным ресурсам — к железу, меди, олову, цинку, каучуку и, в особенности, к нефти. К концу августа высшие офицеры армии пришли к выводу, что военная конфронтация с западными державами была неизбежна, если японские дипломаты не смогут достичь приемлемого соглашения. На имперской конференции, проходившей 6 сентября, политические и военные лидеры сформулировали документ, озаглавленный «Руководящие принципы реализации имперской национальной политики» (Основы проведения политики Империи; Essentials for Carrying out the Empire’s Policies). В соответствии с данной концепцией предполагалось создать «Великую восточноазиатскую сферу сопроцветания» — блока азиатских стран, независимых от западного колониализма и возглавляемых Японией. Сам термин был ранее предложен Мацуокой. Адмирал Нагано считал, что Япония смогла бы вести «войну на истощение», если бы она в самом начале конфликта завоевала наиболее важные районы Юго-Восточной Азии и западной части Тихого океана.

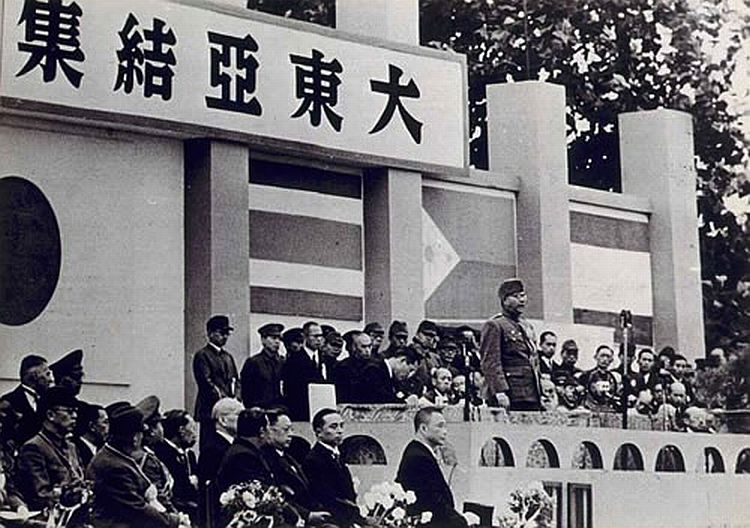
Выступление С. Боса в Токио (1943)

«Руководящие принципы» предполагали, что Японская империя получила бы всё, на что она рассчитывала — в обмен на обещание не атаковать Филиппины. В тот же момент офицеры армии и флота достигли компромисса между собой; согласно их договорённостям, они завершали подготовку к войне к концу октября — а затем снова обсуждали необходимость её начала. Если бы в тот момент было принято решение начать войну, империя была бы готова немедленно провести необходимые военные операции. Однако, и этот план предполагал продолжить использовать дипломатические каналы в попытке избежать вооружённого конфликта. Если после 10 октября дипломатическое решение оказывалось невозможным, Япония объявляла бы войну США, Великобритании и Нидерландам. Поскольку ситуация на Восточном фронте была к сентябрю уже менее удачной для Германского рейха, нападение Японии на СССР было фактически исключено из повестки дня.

#### «Китайский вопрос»
«Китайский вопрос» сыграл решающее значение в начале конфликта между США и Японией: он оставался «камнем преткновения» в дискуссиях Халла и Номуры на протяжении всего 1941 года. Американские чиновники указали, что не они станут оказывать политического давления на Чан Кайши до тех пор, пока Япония не согласится с «четырьмя основными принципами». 22 сентября министр Тоёда попытался вновь объяснить японскую политику в отношении Китая послу Грю: министр полагал, что китайские и японские подразделения, дислоцированные на континенте, должны были стать «оплотом против коммунизма». Он добавил, что Китай и Япония должны были выстроить торговое сотрудничество, основной предпосылкой для которого было признание Китаем независимости Маньчжоу-Го.
Если бы запутанный клубок событий, которые в конечном итоге привели к войне между Японией и Соединенными Штатами, можно было бы описать одним словом, этим словом было бы слово „Китай“.— профессор Д. Кеннеди, 1999

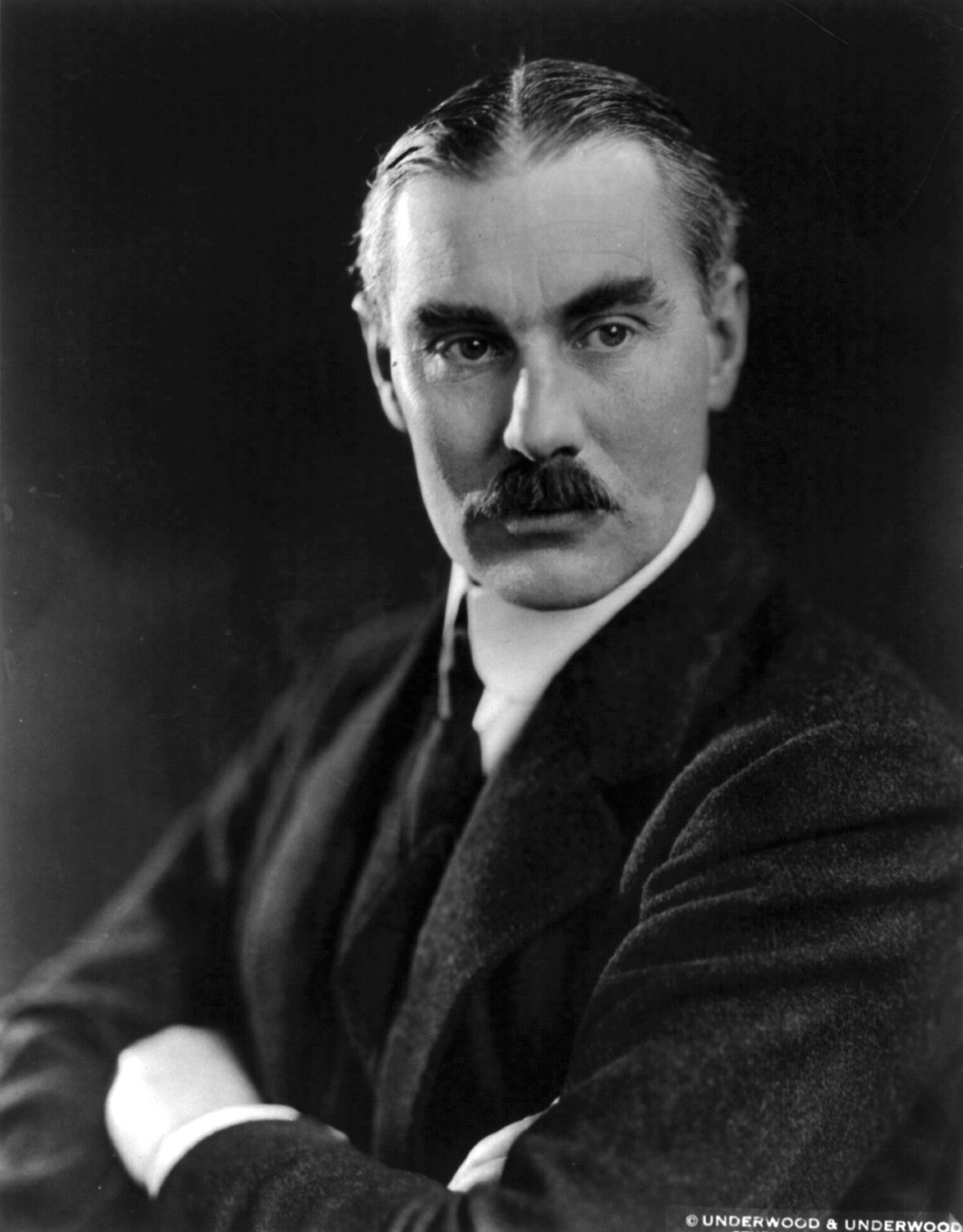
Посол Грю в 1924 году

Формирование нового китайского правительства, объединявшего правительства Чан Кайши с правительством в Нанкине, также было частью японской политики. Японский министр пытался ускорить переговоры с США, сообщив, что первая годовщина подписания Тройственного пакта будет использована в пропагандистских целях «антиамериканскими силами» в Японии. Грю, в свою очередь, полагал, что дальнейшее ослабление японской экономики принесёт пользу только Советскому Союзу — который посол считал «величайшей угрозой миру на Земле». Грю посоветовал своему правительству отказаться от экономического давления на Японию, которая в поисках нефти могла, по его мнению, попытаться оккупировать Ост-Индию.
Одновременно, «за кулисами» дипломатических переговоров, японские военные продолжили свои приготовления. В тот период командующий Объединённым флотом (Рэнго Кантай) адмирал Ямамото Исороку был назначен ответственным за планирование внезапной атаки на Пёрл-Харбор. В конце сентября он сообщил адмиралу Нагано, что подготовка к войне будет завершена к середине ноября. 25 сентября состоялась объединённая конференция японских военных, на которой конец октября снова был обозначен как дата начало масштабного наступления. Начальник генерального штаба армии Хадзимэ Сугияма выступил с предложением завершить переговоры с американцами к 15 октября; остальные участники конференции единогласно поддержала армейскую позицию. В конце сентября, в частной беседе, Коноэ — практически единственный человек в империи, который устраивал как политические силы страны, так и японских военных — признался лорду-хранителю печати Кидо, что он больше не чувствовал себя в состоянии справиться с «национальным кризисом» и рассматривал возможность подать в отставку.

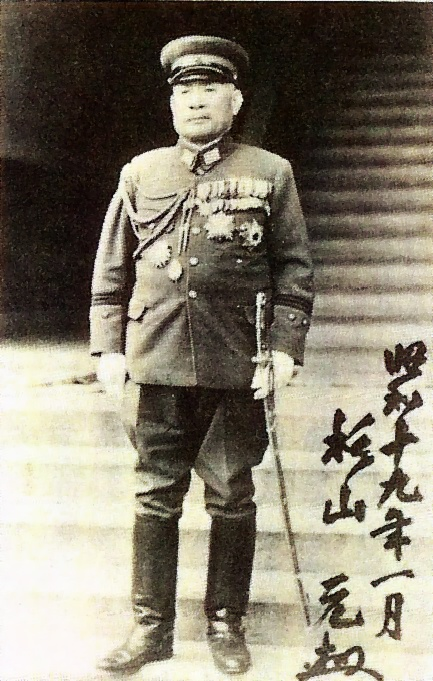
Начальник штаба армии Хадзимэ Сугияма (1944)

#### Дипломатический тупик и поиск выхода
Несмотря на взаимное недоверие — и давление со стороны военных — дипломатические переговоры в Вашингтоне продолжились. 2 октября правительство США направило своим японском коллегам официальный ответ на их сентябрьские предложения. Хотя сами предложения были сочтены неприемлемыми, президент Рузвельт, как сообщил Халл Номуре, всё же выказывал надежду, что «обсуждение фундаментальных вопросов может настолько продвинуться», что между ним и Каноэ могла бы состояться личная встреча. На тот момент между двумя странами оставались фундаментальные разногласия по трём ключевым пунктам: (i) структура экономических отношений в Тихоокеанском регионе, (ii) вывод японских войск и (ii) интерпретация японского пакта с Германией. Ни США, ни Япония не были готовы отступить от ранее занятых политических позиций: в начале октября 1941 года ситуация зашла в дипломатический тупик. Так Номура прямо предложил своему правительству принять четыре «основных принципа», сформулированных США, чтобы хоть как-то продвинуться в переговорах. Посол считал, что американские формулировки были достаточно расплывчатыми, чтобы «сохранилось пространство для их интерпретации».

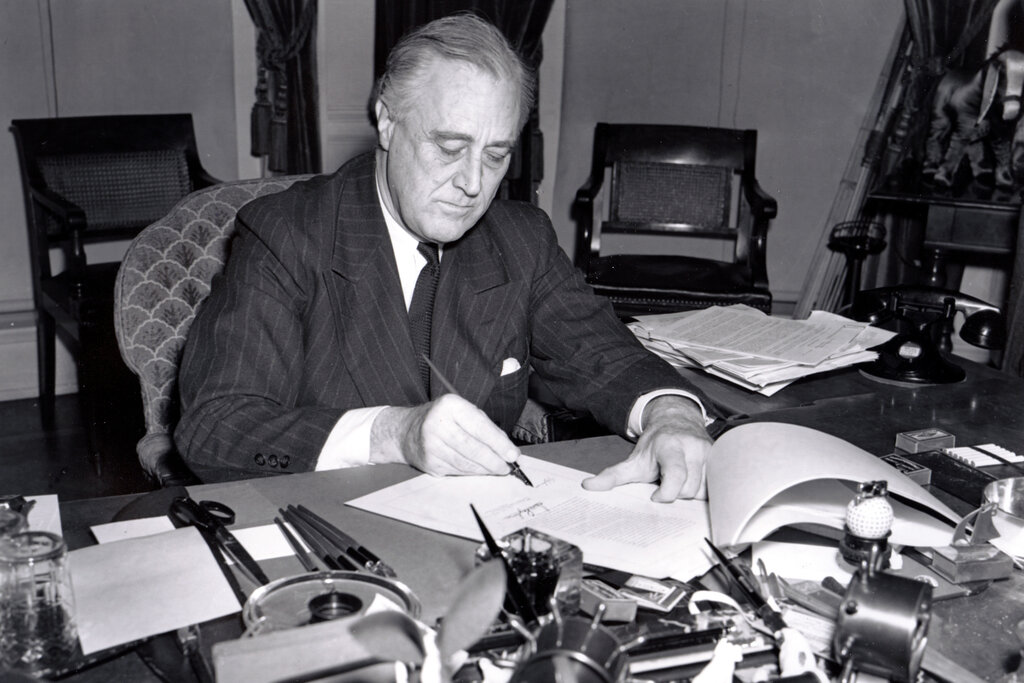
Президент Рузвельт в 1940 году

9 октября Коноэ, месяц назад переживший покушения со стороны японских ультранационалистов, встретился с лордом Кидо: встреча состоялась после того как император был проинформирован о статусе переговоров в Вашингтоне и нараставшей угрозы войны. Кидо полагал, что решения, выработанные на Имперской конференции от 6 сентября, были поспешными и недостаточно продуманными. Кидо также считал, что японское правительство ни при каких обстоятельствах не должно принимать решения об объявлении новой войны — оно должно было сосредоточиться на прекращении боевых действий в Китае. Ободренный позицией Кидо, Коноэ предпринял новую попытку разрешить кризис в отношениях Японии и США мирным путём.
В тот период ключевые решения в Японской империи вырабатывались в ходе сложных и, зачастую, конфликтных переговоров между ключевыми членами «военной олигархии» страны, включавшей в себя представителей генеральных штабов армии и флота; посол Грю называл данную систему «диктатурой терроризма». 12 октября Коноэ позвал к себе домой министра иностранных дел Тоёду, министра флота Оикава Косиро, министра армии Тодзио Хидэки (Тодзё) и директора агентства планирования Судзуки Тэйити. За считанные часы до 15 октября Коноэ хотел предпринять последнюю попытку выработать дипломатическое решение. Традиционное соперничество армии и флота сказалось на ходе данной встречи, как и нежелание лидеров министерств публично признавать, что их структуры не были готовы к долгосрочному конфликту. Нежелание огласки различия мнений в самом правительстве также оказало влияние на ход дискуссии.

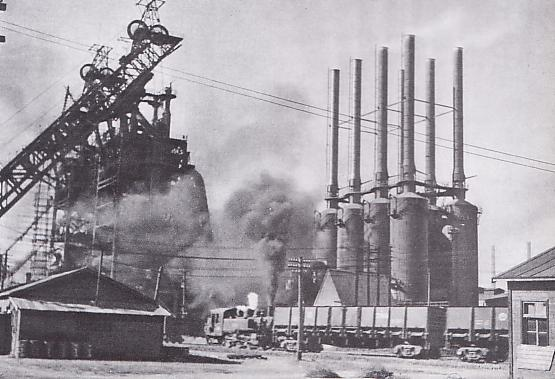
Металлургический завод в Манджоу-Го, построенный к 1939 году

Как и многие другие японские военные в тот период, Тодзё категорически отказывался смириться даже с частичным уходом из Китая. Он полагал, что «жизни тысяч японских солдат не должны были быть принесены в жертву напрасно». Данная позиция исключала принятие американских «основных принципов». Оикава в большей мере был готов принять любое политическое решение — одновременно, он не хотел признавать наличия разных мнений в самом флоте. Встреча в доме Коноэ показала, что политическое и военное руководство Японии находится в серьёзном внутриполитическом кризисе.

### Правительство Тодзё
Формирование нового кабинета министров казалось многим современникам способом сохранить политическую жизнеспособность японской власти. Ряд политиков — в том числе и сам «обескураженный» Коноэ, подавший в отставку 16 октября — полагал, что член императорской семьи мог бы стать новым премьер-министром, способным объединить различные политические группы. Дядя императора, принц Хигасикуни, рассматривался как вероятный преемник Коноэ на посту премьер-министра. Однако, лорд Кидо был в числе противников участия императорской семьи в принятии политических решений — особенно в условиях отсутствия консенсуса между армией и флотом.

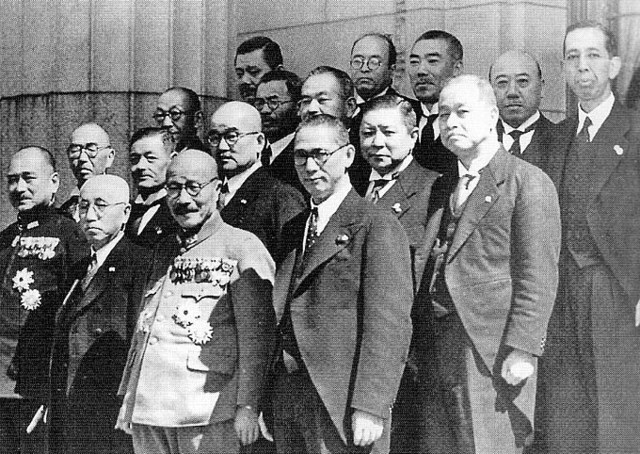
Правительство Тодзё (18 октября 1941)

#### Отсрочка на месяц
После отказа императорской семьи вмешаться в политический конфликт, единственным способом достижения соглашения между армией и флотом было назначение новым премьер-министром военного. Сторонники умеренного подхода предлагали отставного генерала Угаки Кадзусигэ, уже являвшегося кандидатом в 1937 году. Тодзё и Оикава также обсуждались в качестве потенциальных кандидатов. В конечном итоге выбор был сделан в пользу Тодзё, которого предложил лорд Кидо. Вскоре после назначения Тодзё, являвшегося острым критиком СССР и тесно связанного с Квантунской армией, в Токио распространился слух о неизбежности войны между Японией и СССР. Тодзё также занял посты министра армии и министра внутренних дел, что сделало его человеком наделённым уникальной для Японии формальной властью. Позднее выяснилось, что Тодзё занял данные посты, опасаясь действий экстремистов, которые могли попытаться силой заблокировать дипломатическое урегулирование с США и Китаем.
После отставки Коноэ посланник Номура в Вашингтоне был одновременно разочарован и утомлён: после месяцев бесплодных переговоров он просил у МИДа разрешения вернуться в Японию. Новое правительство отклонило его просьбу, поскольку его миротворческая миссия все ещё не была завершена. Новый премьер Тодзё получил прямое указание от императора изучить весь комплекс японо-американских и японо-китайских проблем ещё раз, причём с самого начала.
Новым министром военно-морского флота стал Симада Сигэтаро, являвшийся сокурсником адмирала Ямамото, а на смену умеренному Тоёда на пост министра иностранных дел был назначен Того Сигэнори. Новый глава МИД был ветераном дипломатической службы: в 1930-е годы он часто бывал в Германии и — хотя он и не был явным сторонником национал-социалистов — американские дипломаты восприняли его назначение как знак того, что Япония больше заинтересована в поддержании хороших отношений с Рейхом, чем в достижении компромисса с США. К аналогичному выводу пришли и в Берлине. В связи с формированием нового правительства Того удалось уговорить военных перенести дату финального решения о войне ровно на один месяц, до 15 ноября. Однако, с формированием нового кабинета японская дипломатия, в целом, оказалась под большим влиянием и контролем со стороны военных, которые имели полный доступ ко всем дипломатическим документам.
Посол Грю сообщил в Вашингтон, что военное руководство Японии выступало против мирного урегулирования конфликта; он полагал, что император Хирохито являлся последним сторонником мирного урегулирования и мог бы повлиять на новый кабинет министров. За два дня до издания секретного приказа об атаке на Перл-Харбор, 3 ноября, Грю получил информацию, что премьер-министр, министр флота и глава МИДа достигли соглашения о максимальных японских дипломатических уступках: министры должны были представить свой проект императору. Посол также сообщил, что голоса сторонников войны всё «ярче» проявлялись в японских газетах.
С конца октября 1941 года дискуссии в правительственных кругах Токио больше не фокусировались на решении вопроса о войне и мир: теперь политики и чиновники обсуждали наиболее благоприятное время для того, что начать неизбежные боевые действия. В связи с неясностью ситуации в Европе, высказывалось мнений, что следовало отложить начало войны на конец марта 1942 года. Однако, ежедневно падавшие запасы нефти — только флот потреблял 400 тонн нефти в час — делали новую отсрочку неприемлемой.

#### Последние японские предложения
В октябре-ноябре 1941 года японским властям всё же удалось сформировать единую позицию. Они согласились вывести войска из северного Китая, Внутренней Монголии (Мэнцзян) и с острова Хайнань в течение следующих 25 лет. Уход Ниппон Рикугун из Французского Индокитая был привязан к завершению войны в Китае, а участие в Тройственном пакте являлось необсуждаемым пунктом. Чтобы не отвергать полностью все четыре американских «основных принципа», правительство Японии согласилось с принципом свободной торговли — в мире в целом и, следовательно, в Китае, в частности.

##### «План А» и «План Б»
Текст итогового решения был отправлен как «План А» (Plan A) в японское посольство в Вашингтоне. 1 ноября состоялась военная конференция, на которой было заявлено, что подготовка к войне должна быть продолжена. Адмирал Нагано вновь призвал к скорейшему началу войны, поскольку Японии были необходимы ресурсы и «лучше [начать войну сейчас], чем ждать ещё три года». Откладывание войны на более поздний срок, по мнению Нагано, позволило бы США значительно лучше подготовиться к конфликту. После семнадцатичасового заседания «дипломатии был дан последний шанс»: срок был установлен до полуночи 1 декабря. Если к тому времени соглашение всё ещё не было бы достигнуто, Японская империя приступала к боевым действиям.
Министр иностранных дел Того направил Номуре и «План Б» (Plan B), в котором предлагался вывод японских войск с юга Французского Индокитая на север региона — при условии, что США восстановят поставки нефти и отменят замораживание активов. Кроме того, две страны будут экономически сотрудничать в добыче нефтяных запасов в Голландской Ост-Индии. Согласно данной версии, Япония предполагала вывести свои войска из Китая к 1955 году. По настоянию представителей армии — начальника штаба Сугиямы и его заместителя Цукада Осаму (塚田攻) — «План Б» содержал дополнительный пункт, запрещавший США вмешиваться в мирный процесс между Японией и Китаем.

##### Одобрение императора
На Имперской конференции, состоявшейся 5 ноября, император Хирохито одобрил решения попытаться достичь соглашения с США в рамках двух представленных ему планов. В тот же день японский МИД формально передал Номуре тексты планов, дополнив их указанием достичь соглашения с США до 25 ноября. 7 ноября Номура представил Халлу «План А»: госсекретарь выразил удовлетворение формулировками о принципах экономического равенства, но с меньшим удовлетворением отнесся к идее о частичном выводе японских войск. Не зная о наличии специального пункта в «Плане Б», Халл спросил, была ли японская сторона заинтересована в посредничестве США для организации встречи лидеров Японии и Китая. Министр Того, скорее всего вопреки собственной позиции, последовал официальной японской линии и потребовал от США гарантий, что они «прекратят помощь Чан Кайши и не будут вмешиваться в китайско-японские переговоры» — идея о том, что китайское сопротивление было основано исключительно на внешней помощи становилась в тот период всё более популярной среди японских чиновников.

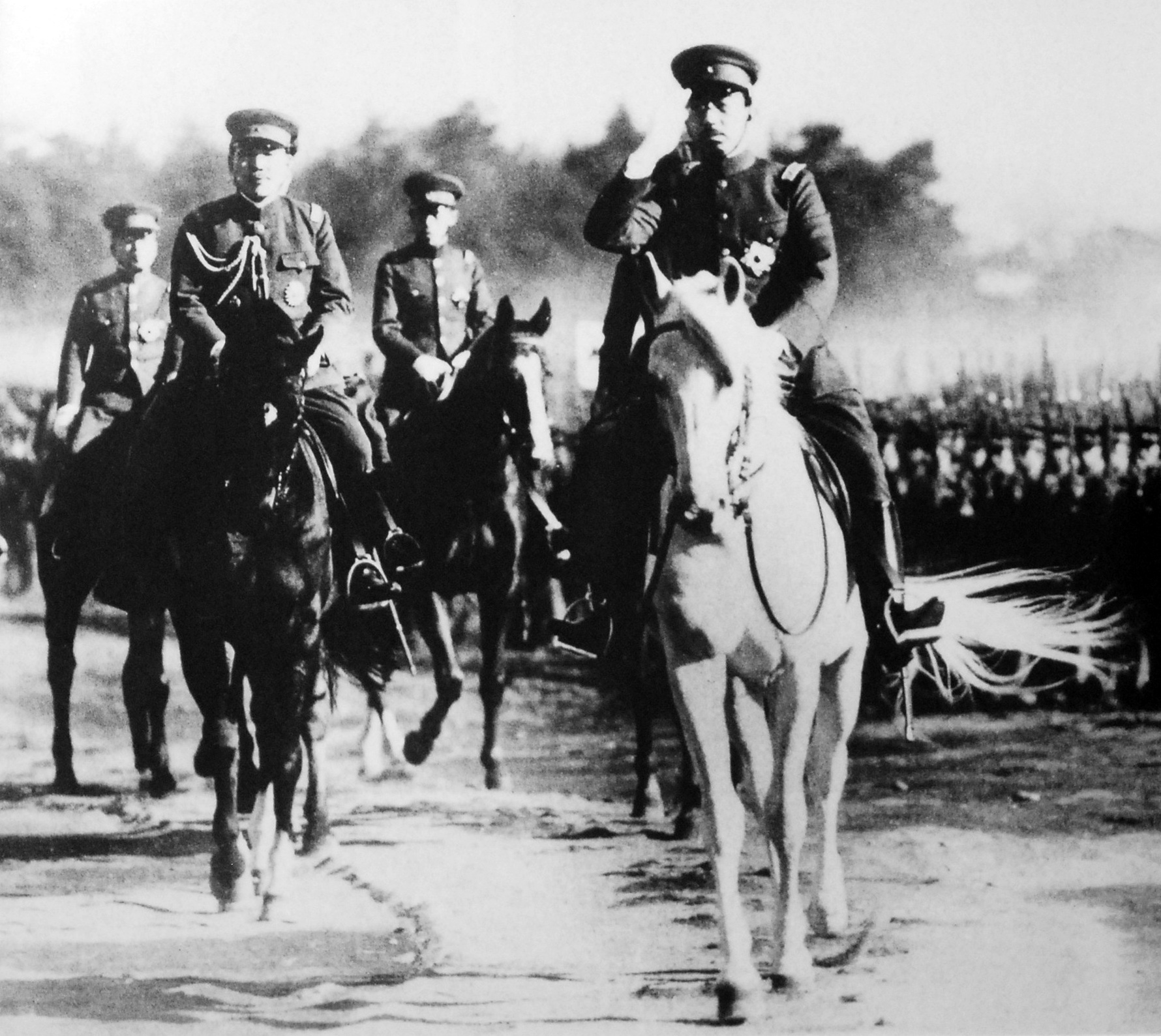
Хирохито на белом коне (1938)

10 ноября в Токио, через несколько часов после встречи Номуры с Халлом, Того сообщил послу Грю, что нехватка природных ресурсов становилась всё более острой. Министр подчеркнул, что соглашения требовалось достичь срочно, до 15 ноября — начала новой сессии Имперского парламента страны. Того также представил Грю «План А», заявив, что текст являлся «максимально возможным компромиссом, на который мы можем пойти». Коснувшись «китайского вопроса», министр уточнил, что США не смогут заставить японцев «игнорировать успехи, достигнутые в результате жертв, которые мы принесли за четыре с половиной года войны». Министр добавил, что «для правительства, как и для народа», полный вывод войск из Китая был «невозможен».

##### Реакция США
Несмотря на то, что американские переговорщики были довольны многими пунктами японского «Плана А», отказ Японии покинуть Тройственный пакт оставался для них проблемой. Кроме того, Рузвельт вновь прямо потребовал от Номуры гарантий того, что Япония воздержится от дальнейшей агрессии на Дальнем Востоке. На встрече Номуры и Халла от 15 ноября госсекретарь подтвердил свою приверженность принципу свободной торговли.
Однако, на этой встрече проявилось разное отношение сторон к срочности проблемы поиска дипломатического решения: в ответ на вопрос Номуры о позиции США по нерешённым вопросам, Халл ответил, что его правительству сначала придётся проконсультироваться с Великобританией, Китаем и Нидерландами. Халл вновь добавил, что официальные переговоры не смогут начаться до тех пор, пока Японская империя не откажется от Тройственного пакта.

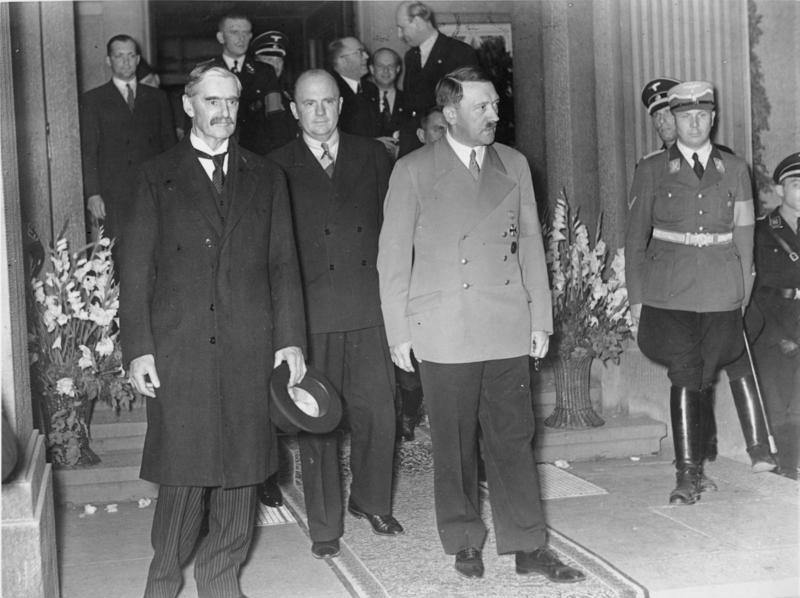
Гитлер и Чемберлен (Мюнхен, 23 сентября 1938)

Номура сообщил в Токио, что «его подозрения подтвердились»: американские власти стремились всеми силами избежать «ещё одного Мюнхенского соглашения» и полностью отказались от политики умиротворения агрессора, практиковавшейся Чемберленом по отношению к кабинету Гитлера и не приведшей британцев к искомому результату (см. Англо-германское морское соглашение). В отличие от ситуации с Чехословакией, имевшей место в 1938 году, спустя три года федеральное правительство США было готово «взяться за оружие», чтобы предотвратить дальнейшую экспансию Японии.

#### Прибытие Курусу Сабуро. Отправка нефти и риса
15 ноября 1941 года в Вашингтон прибыл специальный посланник японского МИДа Курусу Сабуро, тремя днями ранее останавливавшийся на Гавайях: целью отправки японского «подкрепления» было как подчеркнуть безотлагательность текущего раунда переговоров, так и техническая помощь Номуре, чей английский язык был сочтён несовершенным. Министр Того, имевший невысокое мнение о дипломатических способностях Номуры, воспользовался словами самого посла от 4 августа — об отправке ему в помощь «такого человека, как Курусу, который разбирался в дипломатических играх и был знаком с внутренней японской политикой». Курусу лично знал госсекретаря Халла. В то же время, именно Курусу — в качестве посла в Берлине — подписывал Тройственный пакт; посла можно было увидеть на многочисленных фотографиях с Гитлером. За несколько дней до прибытия в Вашингтон, во время остановки в Маниле, Курусу сообщил корреспонденту газеты The New York Times, что у него «не было особой надежды» на успех переговоров.
17 ноября в 10:30 утра Курусу, женатый на американке и знавший идиомы американского английского, встретился с Халлом, а через полчаса — и с Рузвельтом. Если Рузвельт, в своём обычном весёлом и дружелюбном настроении, умело направил разговор на «историческую дружбу» между США и Японией, то Халл с самого начала крайне недоверчиво отнесся к человеку, который поставил свою подпись под договором с Гитлером. В первом же разговоре Халл потребовал от японских властей выйти из альянса с Германией, а также — недвусмысленно потребовал, вывести войска из Индокитая и Китая. Курусу в ответ начал защищать военно-политический блок с нацистской Германией, называя его «оборонительным».

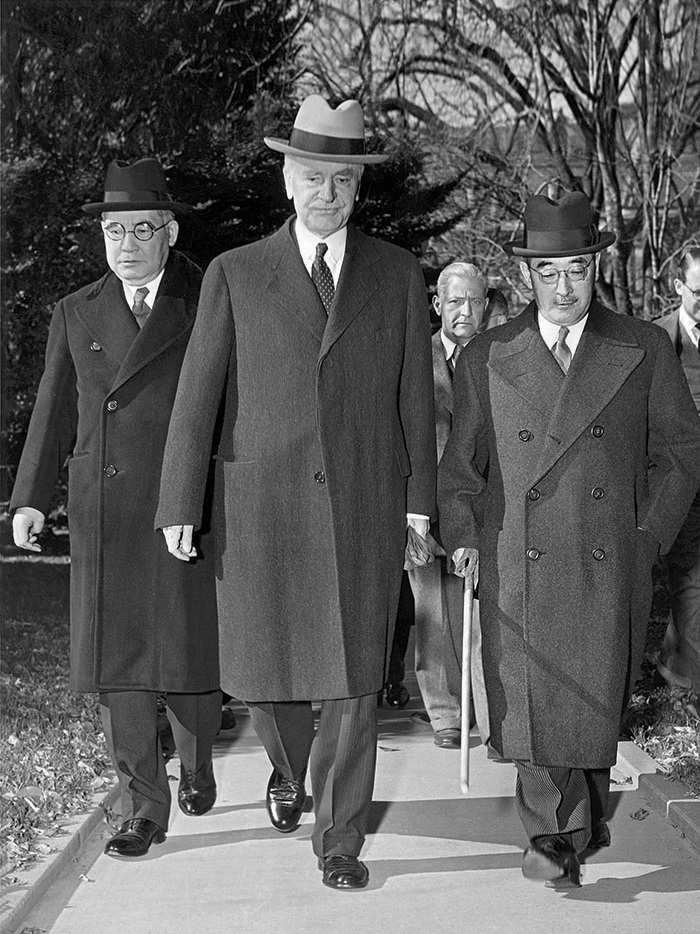
Халл, Номура и Курусу (Вашингтон, 17 ноября 1941)

В попытке найти решение «китайского вопроса», Курусу предложил обменять вывод японских войск из Индокитая на ослабление экономических санкций. Он также предложил незамедлительно отправить в Японию символическое количество риса и нефти — при правительственных гарантиях, что данные поставки будут предназначаться для гражданского населения Японских островов, а не для военных нужд. Халл согласился, что такой жест помог бы успокоить общественное мнение Японии и показать перспективу продолжения переговоров.
Когда министр Того узнал о новых предложениях посланника, он пришёл в ярость: его категорически не устроило, что Номура и Курусу, без разрешения МИДа и не дождавшись официального ответа США на «План А», выступили с собственными инициативами. В данной ситуации власти империи сочли, что у них не осталось иного выбора, кроме как официально передать американскому правительству «План Б»: это было сделано 20 ноября. Халл пообещал детально изучить новое предложение — в очередной раз добавив, что США не смогут отказать Китаю в помощи до тех пор, пока Япония не продемонстрирует свои мирные намерения, выйдя из Тройственного пакта.

#### Нефть и войска. Новая отсрочка
22 ноября Номура сообщил Халлу, что он провёл встречи с представителями других правительств в Вашингтоне: он встретился с послами Китая, Великобритании и правительства Нидерландов в изгнании. Все они подтвердили, что компромисс с Японией был невозможен до тех пор, пока её правительство не продемонстрирует свои мирные намерения. При этом отвод войск с юга на север Индокитая не был удовлетворительным решением проблемы. Халл, в свою очередь подтвердил, что США рассматривали возможность поставки нефти в Японию для гражданских целей — но он также хотел бы сначала увидеть явные признаки мирных намерений в Токио. Сам Халл полагал, что японские предложения были до «абсурда» односторонними.
В тот же день Того сообщило Номуре, что правительство согласились перенести крайний срок окончания переговоров на 29 ноября. Министр добавил, что «есть причины, о которых вы даже не можете догадаться, почему мы хотим урегулировать японо-американские отношения» именно к этой дате. Послание содержало фразу о том, что после 29-го числа «события произойдут автоматически» (англ. things are automatically going to happen). 22 ноября «Мобильные силы» или «Ударный отряд» (Кидо Бутай) японского флота уже находились в бухте Хитокаппу на курильском острове Итуруп: шесть авианосцев, два линкора, три крейсера и девяти эсминцев должны были отправиться по направлению к Перл-Харбору через четыре дня. Ударные силы ещё можно было отозвать обратно — в случае успеха переговоров.

#### «Нота Халла»
Пока американское федеральное правительство во главе с Рузвельтом продолжало колебаться в выборе своего приоритета — помощь Великобритании через Атлантический океан или Китаю через Великий океан — японо-американские переговоры подошли к кульминации. 26 ноября Халл — по мнению графа Галифакса, заметно уставший и простуженный — передал Номуре и Курусу официального ответ правительства США на японский «План Б». Перед этим госсекретарь обсудил проект ответа с послами Китая и Великобритании, а также — с представителями голландского правительства в изгнании.
Первоначальный проект «ноты Халла» требовал от Японии вывести войска с юга Французского Индокитая — восстановить статус-кво от 23 июля 1941 года — и гарантировать, что на севере Индокитая будет размещено не более 25 000 солдат Ниппон Рикугун. В ответ на такой шаг США соглашались разморозить японские активы и восстановить экономические отношения. Нота в таком виде, по сути, содержала позицию Рузвельта от 10 ноября. Проект ноты вызвал протест у Чан Кайши, назвавшего текст «ужасающим» и «предательским»: китайский лидер полагал, что такое соглашение привело бы к краху всего сопротивления японским силам в Китае. Посол Китая в британской столице также выразил свою «глубокую озабоченность» министру иностранных дел Великобритании Энтони Идену. В ответ на протесты Чан Кайши, Рузвельт, поддержанный всем своим кабинетом, поручил Халлу подготовить новый текст, который сделал бы возможным временный компромисс с Японией — президент надеялся на шестимесячную паузу, пытаясь выиграть время для укрепления обороны Филиппин.
Итоговая позиция американцев, представленная японским посланникам 26 ноября, была гораздо более жёсткой, чем первая версия. «Нота Халла» — часто характеризовавшаяся как в военной, так и в послевоенной Японии как «ультиматум», хотя в ней отсутствовали какие-либо временные ограничения — повторяла четыре апрельских «основных принципа». Нота, формально называвшаяся «Outline of Proposed Basis for Agreement Between the United States and Japan», также содержала пять новых принципов с целью создания экономической основы мирного сосуществования. Япония должна была признать территориальную целостность Французского Индокитая и вывести все свои воинские части с его территории. Японское правительство должно было вывести войска из Китая, после чего США и Япония должны были признать правительство Чан Кайши — и отказаться от всех экстерриториальных прав в Китае.
Нота представляла собой краткое изложение максимальных требований, ранее выдвигавшихся американцами — как заметили все участники встречи от 26 ноября, она была диаметрально противоположна японским идеям, сформулированным в «Плане Б». По сути нота повторяла принципы, которых американская дипломатия придерживалась в отношении Японской империи в течение предыдущих двух лет.

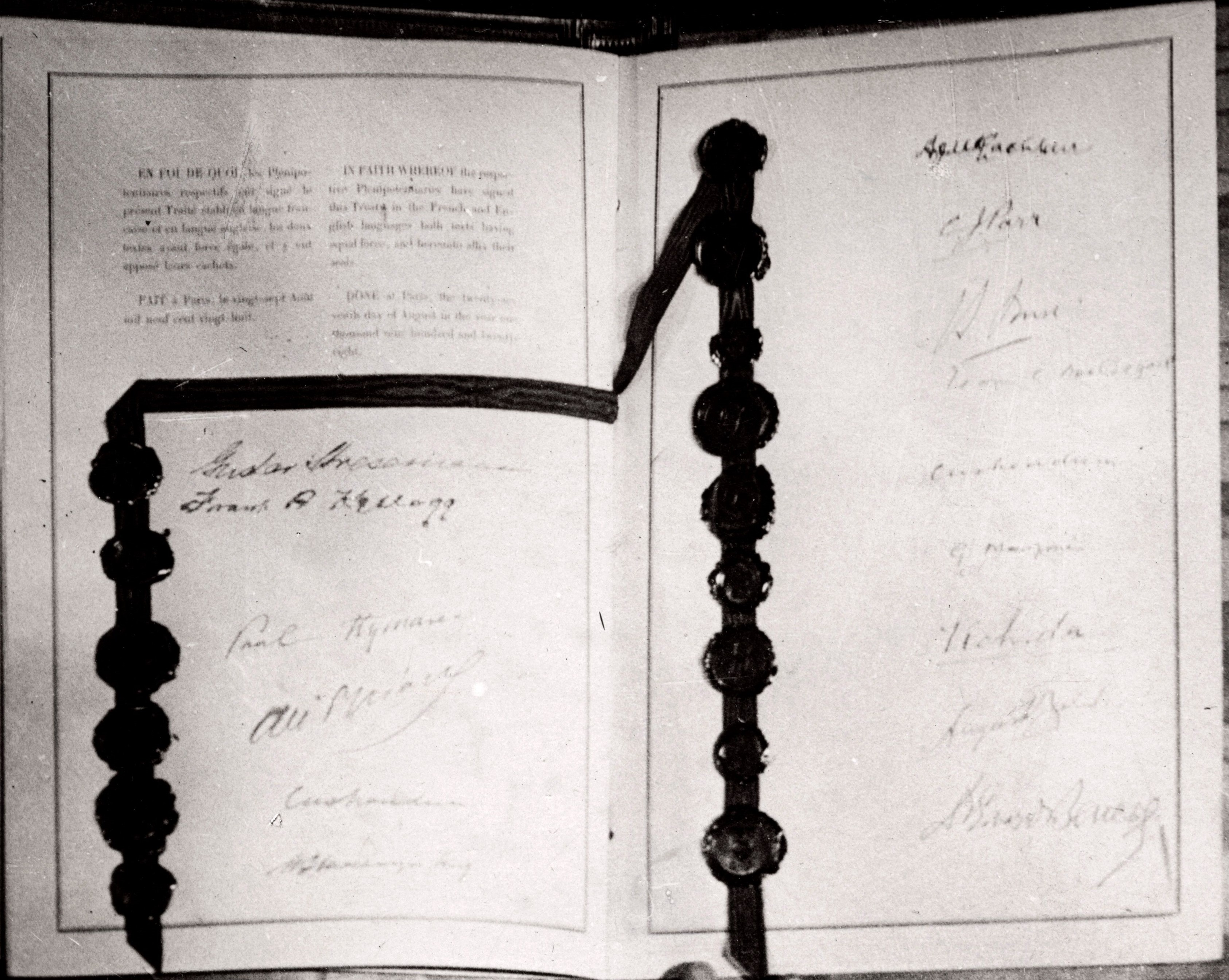
Пакт Бриана — Келлога (1928)

Мысль о том, что японское правительство одномоментно проинформирует поданных империи о том, что японская армия покидает Индокитай и Китая, а также — выходит из союза со странами «оси» и отказывается от «Великой восточноазиатской сферы сопроцветания», вызывала недоумение даже у многих европейских дипломатов, включая британца Эшли Кларка (Ashley Clarke). Однако, с американской точки зрения, «нота Халла» соответствовала всему предыдущему направлению внешней политики США. Так в 1928 году США подписали пакт Бриана — Келлога, в котором агрессивная война объявлялась нарушением международного права и прямо отвергалась как инструмент внешней политики.
В 1932 году, в рамках доктрины Стимсона, правительство США ясно дало понять, что не признают территориальные изменения, достигнутые военными средствами. Кроме того, Договор девяти держав, подписанный японскими властями в 1922 году, уже и так гарантировал территориальную целостность Китая. Однако, японские власти — помня об экспедиции Перри — не были готовы принять тот факт, что международное право изменилось с XIX века.
Ознакомившись с текстом ноты, Курусу подчеркнул, что Япония не могла согласиться с данными предложениями и «снять шляпу перед Чан Кайши». Курусу и Номура немедленно попросили о встрече с Рузвельтом — который ещё 25 ноября предупредил Черчилля, что «мы должны быть готовы к реальным неприятностям, возможно, в ближайшее время». После того, как о содержании ноты стали известно в Токио, даже те политики, которые считали, что у Японии было мало шансов выиграть войну, стали настроены более «фаталистично». У японских сторонников мира не осталось аргументов, чтобы противостоять сторонникам войны. Однако, Япония официально отклонила ноту только 7 декабря. В период переговоров ни американская, ни японская пресса не знали о существовании данной ноты.
Рузвельт встретился с японскими представителями 27 ноября. Он сообщил им, что общественное мнение в США не допустило бы ослабления экономических ограничений в отношении Японии, пока островная империя не покажет свои мирные намерения. Поскольку позиции сторон после пяти десятков личных встреч практически никак не изменились, японское правительство сочло, что миссия Номуры и Курусу провалилась. В сообщении своим дипломатическим представительствам по всему миру, отправленном 28 ноября, японский МИД заявил, что мирные переговоры с США были завершены. В тот же день Того дал указание Номуре и Курусу поддерживать видимость продолжения диалога.
30 ноября японское посольство в Вашингтоне вступило в контакт с адвокатом, который в мемуарах Курусу упоминался как «Mr. D.»: он был описан как «человек с влиянием в политических и финансовых кругах США». Речь шла о нью-йоркском бизнесмене Рауле Десвернине (Raoul E. Desvernine), который был главой американской компании «Crucible Steel Company» и стремился экспортировать сталь в Маньчжоу-Го. Курусу и Номура ошибочно полагали, что Десвернин — являвшийся один из самых резких критиков Рузвельта и его Нового курса — смог бы убедить президента пересмотреть позицию по Японии.

Тихоокеанские владения имперских держав (1939)

#### Одобрение войны императором
29 ноября император Хирохито собрал на обеде ключевых министров и традиционный совет из бывших премьер-министров (jushin). Всего присутствовало восемь человек: Вакацуки Рэйдзиро, Окада Кэйсукэ, Хирота Коки, Хаяси Сэндзюро, Хиранума Киитиро, Абэ Нобуюки, Ёнай Мицумаса и Коноэ. Император хотел узнать мнение политиков о «ноте Халла». Мнения за столом разделились. Так бывший премьер Коноэ был в числе сторонником продолжения поиска мирного решения. На следующий день младший брат императора, принц Такамацу, предупредил Хирохито о своём пессимистичном отношении к исходу возможной войны с США. После этого император ещё раз проконсультировался с министром флота Симадой и начальником штаба Нагано: оба заверили императора, что всё было готово к войне и что сами они были настроены «без капли пессимизма».
Один раз в жизни нужно проявить храбрость — закрыть глаза и прыгнуть с террасы Киёмидзу-дэра.— из частной беседы Тодзё с Коноэ, октябрь 1941
На четвёртой Имперской конференции года, состоявшейся 1 декабря, император Хирохито одобрил решение начать войну, принятое участниками конференции единогласно. Общей позицией японских политиков и военных было мнение «лучше сейчас, чем позже»; вспоминая свой успех в Русско-японской войне 1904—1905 годов, большинство политических и военных лидеров считали, что массированный военный удар в начале войны, позволит убедить США начать мирные переговоры. Ранее, 29 ноября, началась и публичная кампания за войну: премьер-министр Тодзё выступил с речью, в которой пожаловался на вмешательство ряда стран, включая США и Великобританию, с создание «сферы сопроцветания». В агрессивных — по мнению газет New York Herald Tribune и Washington Post — выражениях, премьер потребовал изгнать британцев и американцев из Азии.
По мнению профессора Мариуса Янсена (Marius Jansen), на Имперских конференциях, предшествовавших окончательному решению о начале войны, царили скорее мрачные, нежели эйфорические, настроения. Японские лидеры были уверены, что империя была «загнана в угол»: война, и даже возможное поражение, являлось более предпочтительным вариантом, нежели принятие на себя роли «второсортной державы». Отрицая собственное участие в формировании подобной ситуации, гражданские и военные лидеры полагали, что отступление являлось бы проявлением «немыслимой» слабости. «Решение Японии начать войну было принято с предчувствием возможного разрушения страны, но было оправдано тем, что уступка американским требованиям сведет на нет усилия поколений [японцев], которые мечтали о национальном величии».
Таким образом, решение Японской империи начать войну против Соединённых Штатов было результатом готовности пойти на «крайний риск в безвыходной ситуации», а не преувеличением военного потенциала Японии по сравнению с американским: японские чиновники и военные предпочли «сделать ставку на войну» в надежде изменить статус-кво, который они полагали неприемлемым.

#### Пресса. Письмо Рузвельта императору
В начале декабря американские СМИ уделяли своё основное внимание Западному полушарию: нацистская Германия воспринималась как потенциальный противник в будущей войне. Общественное мнение о вступлении в европейский конфликт было разделено. Согласно опросу журнала Life, в начале декабря 1941 года крайне немногие американские граждане верили в войну между Японией и США. Существовало представление, что Японская империя может атаковать британских владений в Азии: Сингапур, Гонконг или Рангун. Журналисты также высказывали предположения о возможном вторжении в Таиланд или Ост-Индию.

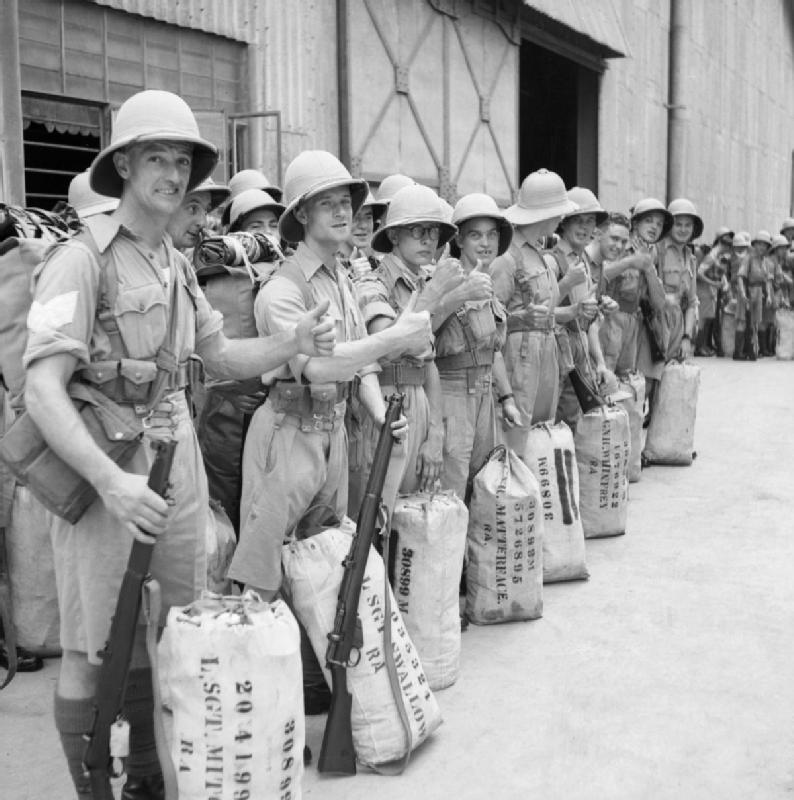
Британские солдаты прибывают в Сингапур (ноябрь 1941)

2 декабря заместитель госсекретаря Уэллес передал Номуре и Курусу письмо Рузвельта. Президент, который был проинформирован американской разведкой о начавшемся сосредоточении японских войск в Индокитае и активном движении кораблей южнее Формозы, попросил японское правительство раскрыть свои намерения. Номура сообщил Уэллесу, что Японская империя была вынуждена защищать свои интересы из-за экономического давления со стороны США. Три дня спустя Номура и Курусу представили официальный ответ из Токио, в котором содержалось заявление, что Япония должна была усилить свои вооружённые силы на севере Индокитая в качестве меры предосторожности — поскольку китайские войска действовали в приграничном районе. На очередной вопрос Халла, откажется ли Япония от поддержки Гитлера, заметно раздраженный Номура пробормотал, что «это нас ни к чему не приведет».
В попытке выйти из тупика, Рузвельт проявил собственную инициативу: вечером 6 декабря он, не питая особых ожиданий, отправил своё второе личное послание императору Хирохито, в котором выразил надежды на поддержание мира. Рузвельт настоятельно предостерег императора от начала новой войны. Рузвельт также раскритиковал перемещения войск на юге Индокитая и потребовал, чтобы Япония вывела оттуда свои войска. Хотя президент и напоминал о дружественных отношениях между двумя странами, он ясно давал понять императору, что, если его империя продолжит свой нынешний политический курс, война станет неизбежной. На следующий день Рузвельт также попросил правительства Великобритании и Голландии последовать примеру США, чтобы усилить давление на Японию.
Японский генеральный штаб приказал токийскому телеграфному агентству задержать пересылку послания президента императору на непоные полдня. Аудиенция, на которую посол Грю надеялся, чтобы лично представить императору телеграмму Рузвельта, так и не состоялась.

#### Ответ на «ноту Халла»
Официальный ответ Японии на «ноту Халла» был передан 6 декабря. В письме из четырнадцати пунктов содержалось краткое изложение хода двусторонних переговоров с точки зрения японских властей: в нём подчеркивалось, что Япония всегда стремилась к миру, в то время как США заняли проблемную «империалистическую» позицию. В последнем пункте делался вывод, что соглашение с США было невозможным, даже если бы переговоры продолжились. Таким образом Япония уведомляла об окончании дипломатических переговоров, но не объявляла войну; хотя официальное объявление войны и было подготовлено, оно никогда не было отправлено в Вашингтон из-за опасения утери внезапности атаки на Перл-Харбор.
За все пятьдесят лет мой государственной службы я никогда не видел документа, который был бы столь переполнен постыдной ложью и искажением фактов — ложью и искажениями столь огромными, что я никогда не предполагал, до сегодняшнего дня, что на свете может быть правительство способное произнести такое.— госсекретарь Халл, 7 декабря 1941

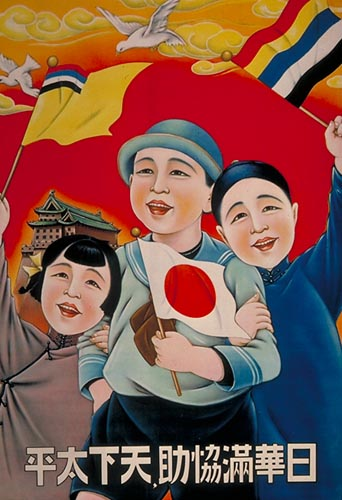
Японский плакат «При сотрудничестве Японии, Китая и Маньчжоу-го мир может наступить во всём мире»

Номура и Курусу получили указание передать японские «Четырнадцать пунктов» правительству США ровно в 13:00 по Вашингтонскому времени, что соответствовало 7:30 утра на Гавайях. По плану, в тот момент японская авиация уже была бы в воздухе и направлялась на Перл-Харбор: таким образом ответ должен был быть доставлен американскому госсекретарю до того, как на Пёрл-Харбор упали бы первые бомбы, но не настолько заранее, чтобы лишить атаку элемента неожиданности. Японскому посольству также было приказано уничтожить всю шифровальную технику, книги с шифрами и конфиденциальные документы. Сотрудники посольства не успели полностью расшифровать послание до 13:00. Номура и Курусу направились в госдепартамент сразу после 14:00 и встретились с Халлом только в 14:20. Взглянув на документ, Халл — уже знавший об атаке на Пёрл-Харбор — выгнал удивленных японских дипломатов из своего кабинета. Послы не были проинформированы об уже начавшейся войне.
Императорский рескрипт, официально объявляющий войну, был выпущен в тот же день, но позднее: в нём отсутствовал призыв к японским солдатам соблюдать международное право, который был частью рескриптов времён Первой японо-китайской и Русско-японской войн. Комментаторы рескрипта — включая активного участника реформ периода Мэйдзи, журналиста Токутоми Сохо — писали о японском образе жизни как о «неизмеримо превосходящем» образ жизни Западного мира или Китая. Продолжая продвигать антиколониалистский лозунг «Азия для азиатов!», комментаторы полагали, что — после изгнания из Азии англо-саксонских колонизаторов — Японская империя распределит ресурсы Восточной Азии более справедливо. Тем самым она возглавит азиатскую «сферу процветания».

## Оценки
Переговоры между правительствами США и Японии, предшествовавшие атаке на Перл-Харбор, стали предметом многочисленных исследований. «Ошибки» посла Номура интересовали историков дипломатических отношений на протяжении всей второй половины XX века. В то же время, многие авторы высказывали сомнения, что подобные «ошибки» заметно повлияли на конечный результат — на начало войны на Тихом океане.